# Kommunalwahlen in Bassum
Die Stadt Bassum ist eine Einheitsgemeinde im niedersächsischen Landkreis Diepholz mit 16.513 Einwohnern.
Seit der Schaffung der Weimarer Republik finden in Bassum regelmäßig Gemeindewahlen statt, aber erst seit 1924 gibt es Aufzeichnungen über die Wahl zur Gemeindevertretung. Seit 1996 wird auch der Bürgermeister direkt durch die Bevölkerung gewählt.

## Bürgervorsteherwahl 1924
Zur Bürgervorsteherwahl am 4. Mai 1924 traten zwei Listenverbindungen, die Vereinigte Bürgerliche Liste und die Liste Kampe, an.

### Kandidaten
Am 26. April 1924 veröffentlichte der Magistrat von Bassum die Wahlvorschläge in der Bassumer Zeitung, diese waren:
I Vereinte Bürgerliche Liste
1. Ludwig Sagemann, Zimmermeister
2. Friedrich Bülter, Ackerbürger
3. Heinrich Menke, Kaufmann
4. Ludwig Bußmann, Kanzlersekretär
5. Hermann Gaber, Stellmachmeister
6. Wilhelm Hahn, Ackerbürger
7. Otto Hoopmann, Gastwirt
8. Wilhelm Lorenz, Lehrer
9. Wilhelm Meyer, Ackerbürger
10. Ferdinand Heinecke, Kaufmann
11. Fritz Wähmann, Kürschnermeister
12. Dietrich Poggenburg, Zimmermann
13. Dietrich Voß, Bäckermeister
14. Hans Schorling, Kaufmann
15. Heinrich Bielefeld, Eisenbahnassistent
16. Gerhard Dornbusch, Ackerbürger
17. Johann Sudmann, Maurer und Hausschlachter
18. Johann Brems, Schmiedemeister
19. Heinrich Aufderheide, Viehhändler
20. Ernst Kaiser, Gastwirt
21. Heinrich Lehmkuhl, Postschaffner
22. Carl Wessel, Schuhmachermeister
23. Dietrich Meyer, Ackerbürger
24. Friedrich Wedemeyer, Sattlermeister

II Kampe
1. Wilhelm Kampe, Lehrer
2. Dietrich Westermann, Eisenbahnarbeiter
3. Gustav Hartmann, Schmiedemeister
4. Schriftsetzer Otto Jacob
5. Friedrich Dillo, Eisenbahnarbeiter
6. August Ehmer, Lagerhalter
7. Heinrich Potthaft, Arbeiter
8. Ferdinand Meier, Mauer
9. Georg Hoopmann, Maler
10. Heinrich Lüllmann, Arbeiter
11. Albert Fahlbusch, Schmied
12. Heinrich Preckel, Arbeiter

### Ergebnisse
| Partei                       | Stimmen | Prozent | Mandate |
| ---------------------------- | ------- | ------- | ------- |
| Vereinigte Bürgerliche Liste | 1.015   | 71,58 % | 9/12    |
| Liste Kampe                  | 403     | 28,42 % | 3/12    |
|                              |         |         |         |
| Quelle: Stadtarchiv Bassum   |         |         |         |

## Bürgervorsteherwahl 1929
Zur Wahl der Bürgervorsteher am 17. November 1929 wurden fünf Wahlvorschläge zugelassen.

### Kandidaten
Wahlvorschlag 1 Sozialdemokratische Partei Deutschlands
1. Kampe, Wilhelm, Lehrer
2. Potthaft, Heinrich, Heizer
3. Preckel, Heinrich, Bauarbeiter
4. Uhlenwinkel, Albert, Eisenbahner
5. Kleine, Dietrich, Bauarbeiter
6. Bieling, Heinrich, Arbeiter, Bassum-Hassel
7. Windhorst, Heinrich, Arbeiter
8. Schiermeyer, August, Arbeiter
9. Müller, August, Lagerhalter
10. Rahden, Heinrich, Arbeiter, Bassum-Wichenhausen
11. Siegmann, Friedrich, Arbeiter
12. Riek, Willi, Arbeiter
13. Fischer, Ernst, Tischler
14. Lüdecke, Heinrich, Eisenbahner, Bassum-Nienhaus
15. Cordes, Heinrich, Postschaffner
16. Bielefeld, Dietrich, Arbeiter
17. Bogs, Hugo, Arbeiter
18. Meyer, Ernst, Schlosser
19. Cordes, Fritz, Maurer

Wahlvorschlag 15 Beamte und Angestellte
1. Bußmann, Ludwig, Justizsekretär
2. Müller, Heinrich, Rektor
3. Bielefeld, Heinrich, Reichsbahnassistent
4. Lehmkuhl, Heinrich, Postschaffner
5. Prendel, Wilhelm, Prov.-Oberwegem.
6. Meyer, Wilhelm, Telegraphenbauhandwerker
7. Windhorst, Hermann, Güterbodenarbeiter
8. Beckmann, Friedrich, Pr. Staatsförster
9. Freers, Heinrich, Telegraphenleitungsaufseher, Blumenstraße
10. Kastenbein, Otto, Oberpostsekretär
11. Ahrens, Wilhelm, Kanzleisekretär i. R.
12. Roshop, Hermann, Postschaffner
13. Rippe, Dietrich, Büroangestellter
14. Stührmann, Dietrich, Schrankenwärter

Wahlvorschlag 21 Vereinigte Liste von Landwirtschaft, Handwerk, Handel und Gewerbe
1. Brems, Johann, Schmiedemeister
2. Hahn, Wilhelm, Landwirt
3. Hoopmann, Otto, Gastwirt
4. Johannes, Wilhelm, Landwirt, Bassum-Klenkenborstel
5. Brinkmann, Heinrich, Gärtner
6. Meyer, Wilhelm, Landwirt
7. Wessel, Heinrich, Tischlermeister
8. Schulenberg, Conrad, Landwirt
9. Sander, Heinrich, Gastwirt
10. Voß, Dietrich, Bäckermeister
11. Roshop, Fritz, Landwirt
12. Schierenbeck, Friedrich, Landwirt
13. Lange, Carl, Schlachtermeister
14. Rohlfs, Heinrich, Landwirt, Bassum-Wichenhausen
15. Brinkmann, Heinrich, Auktionator
16. Ellinghausen, Wilhelm, Landwirt
17. Sudmann, Dietrich, Maurermeister
18. Ahlers, Heinrich, Zimmermeister
19. Schröder, August, Tischlermeister

Wahlvorschlag 22 Loge
1. Bulk, Heinrich jr., Bäckermeister
2. Nordmann, Heinrich, Oberpostschaffner
3. Nordmann, Johann, Arbeiter
4. Lienhop, Wilhelm, Kaufmann
5. Hahn, Karl, Maurermeister und Landwirt
6. Poggenburg, Johann, Landwirt und Pferdehändler
7. Sagemann, Ernst, Weichenwärter a. D.
8. Meyer, Johann, Arbeiter
9. Freitag, Dietrich, Schriftsetzer
10. Haase, Wilhelm jr., Gärtner

Wahlvorschlag 23 Sparsame Wirtschaft
1. Menke, Heinrich, Kaufmann
2. Brokate, Fritz, Gastwirt
3. Behlmer, Dietrich, Landwirt
4. Aufderheide, Dietrich, Kaufmann
5. Meyerholz, Wilhelm, Schlossermeister
6. Voß, Heinrich, Mühlenbesitzer
7. Schweers, Hermann, Landwirt
8. Homfeld, Hermann, Viehhändler
9. Bruns, Friedrich, Weißgerber
10. Heinecke, Ferdinand, Kaufmann
11. Wiechmann, Friedrich, Landwirt
12. Kügler, Theodor, Schmiedemeister
13. Aufderheide, Heinrich, Viehhändler
14. Sudmann, Wilhelm, Zimmermeister
15. Krüer, Wilhelm, Kaufmann

### Ergebnisse
| Partei                                                            | Stimmen | Prozent | Mandate |
| ----------------------------------------------------------------- | ------- | ------- | ------- |
| Vereinigte Liste von Landwirtschaft, Handwerk, Handel und Gewerbe | 472     | 30,83 % | 5/15    |
| Sparsame Wirtschaft                                               | 315     | 20,57 % | 3/15    |
| Sozialdemokratische Partei Deutschlands                           | 301     | 19,66 % | 3/15    |
| Loge                                                              | 226     | 14,76 % | 2/15    |
| Beamte und Angestellte                                            | 217     | 14,17 % | 2/15    |
|                                                                   |         |         |         |
| Quelle: Stadtarchiv Bassum                                        |         |         |         |

## Bürgervorsteherwahl 1933
Für die Gemeindewahl am 12. März 1933 sind fünf Wahlvorschläge eingegangen.

### Kandidaten
Bei der Sitzung des Wahlausschusses am 6. März 1933 wurden folgende Wahlvorschläge zugelassen:
Wahlvorschlag 1, „Nationalsozialistische Deutsche Arbeiter-Partei (Hitlerbewegung)“
1. Menke, Rudolf; Kaufmann
2. Lahmeyer, Rudolf; Stellmachermeister
3. Bomhoff, Ludwig; Landwirt
4. Bockeloh, Hermann; Gastwirt
5. Sudmann, Ernst; Arbeiter
6. Lehmkuhl, Heinrich; Postschaffner
7. Sagemann jun., Ludwig; Holzhändler
8. Wolter, Johann; Landwirt
9. Pieper, Friedrich; Kaufmann
10. Broders, Hans; Maler
11. Främke, Martin; Klempnermeister, Eschenhäuserstraße
12. Hoffmann, Hans; Ingenieur
13. Strunk, August; Arbeiter

Wahlvorschlag 2, „Sozialdemokratische Partei Deutschlands (SPD)“
1. Prekel, Heinrich; Bauarbeiter
2. Windhorst, Heinrich; Schiffbauer
3. Kleine, Dietrich; Arbeiter
4. Schiermeyer, August; Arbeiter
5. Gode, Friedrich; Asphalteur
6. Lübben, Friedrich; Dreher
7. Siegmann, Friedrich; Hilfs-Rottenführer
8. Fischer, Ernst; Tischler
9. Segelhorst, Heinrich; Tiefbauarbeiter
10. Müller, Ludwig; Telegraphenarbeiter
11. Schreiber, Heinrich; Arbeiter

Wahlvorschlag 3, „Kommunistische Partei Deutschlands“
1. Krohne, Heinrich; Arbeiter
2. Windhorst, Heinrich; Arbeiter
3. Sander, Fritz; Arbeiter
4. Strahmann, August; Arbeiter
5. Meyer, Friedrich; Arbeiter
6. Possekel, Hertha; Hausfrau
7. Terhorst, Heinrich; Arbeiter, Börderstraße 25 a
8. Schütte, Wilhelm; Arbeiter

Wahlvorschlag 23, „Einheitsliste der Bürgerschaft“
1. Brems, Johann; Schmiedemeister
2. Hahn, Wilhelm; Landwirt
3. Bußmann, Ludwig; Justizsekretär
4. Hoopmann, Otto; Gastwirt
5. Brinkmann, Heinrich; Gärtner
6. Rohlfs, Heinrich; Landwirt
7. Müller, Heinrich, Rektor
8. Johannes, Wilhelm; Landwirt
9. Wähmann, Hans; Kürschner
10. Ehlers, Fritz; Landwirt
11. Brokate, Fritz; Gast- und Landwirt
12. Haase, Wilhelm; Gartenmeister
13. Nienhaus, Heinrich; Landwirt
14. Hanebutt, Erich; Kassenleiter
15. Schulenberg, Georg; Gastwirt
16. Dornbusch, Heinrich; Bäckermeister
17. Otto, Heinrich; Bankvorsteher, Kirchstraße 11 a
18. Meyer, Heinrich; Landwirt
19. Wessels, Heinrich; Steinsetzmeister
20. Hahn, Karl; Maurermeister

Wahlvorschlag 24, „Vereinigte Liste Bassum, Loge, Freudenberg“
1. Wessel, Heinrich; Tischlermeister
2. Dierks, Hermann; Landwirt
3. Voß, Heinrich; Mühlenbesitzer
4. Meyer, Johann; Landwirt
5. Brokate, Wilhelm; Kaufmann
6. Bruns, Friedrich; Weißgerber
7. Schaffer, Johann; Gärtner
8. Meyerholz, Wilhelm; Schlossermeister
9. Lienhop, Wilhelm; Landwirt
10. Knickmann, Philipp; Steuersekretär
11. Bußmann, Heinrich; Landwirt

### Ergebnisse
| Partei                                         | Stimmen | Prozent | Mandate |
| ---------------------------------------------- | ------- | ------- | ------- |
| Nationalsozialistische Deutsche Arbeiterpartei | 756     | 36,97 % | 6/15    |
| Einheitsliste der Bürgerschaft                 | 532     | 26,01 % | 4/15    |
| Vereinigte Liste Bassum, Loge, Freudenberg     | 403     | 19,71 % | 3/15    |
| Sozialdemokratische Partei Deutschlands        | 264     | 12,91 % | 2/15    |
| Kommunistische Partei Deutschlands             | 90      | 4,40 %  | 0/15    |
|                                                |         |         |         |
| Quelle: Stadtarchiv Bassum                     |         |         |         |

## Berufene Gemeinderäte 1935
Am 8. Oktober 1935 wurden die, vom Beauftragten der NSDAP berufenen, Gemeinderäte der Stadt Bassum vereidigt, diese waren:
1. Sagemann, Ludwig
2. Broders, Hans
3. Lahmeyer, Rudolf
4. Lehmkuhl, Heinrich
5. Sudmann, Ernst
6. Lange, Wilhelm
7. Schumacher, Friedrich
8. Wessels, Heinrich
9. Rohlfs, Heinrich
10. Dierks, Hermann
11. Strunk, August
12. Bussmann, Ludwig

## Berufener Gemeindeausschuss 1945
Am 25. August 1945 berief der Landrat Wilhelm Heile die vom Bürgermeister vorgeschlagenen Mitglieder des Gemeindeausschusses, diese waren:
1. Bachler, Hermann
2. Lorenz, Wilhelm
3. Nordmann, Friedrich
4. Osmer, Johann
5. Prekel, Heinrich
6. Windhorst, Heinrich

## Gemeindevertretung 1945
Gemeindeausschuss und Bürgermeister erarbeiteten eine Liste der Mitglieder der zukünftigen Gemeindevertretung, sie wurde am 27. November 1945 an den Landrat versandt und beinhaltete folgende Namen:
1. Nordmann, Friedrich
2. Meyer, Johann
3. Ehlers, Fritz
4. Osmer, Johann
5. Bachler, Hermann
6. Brokate, Wilhelm
7. Bruns, Wilhelm
8. Wessel, Willi
9. Jacobs, Hermann
10. Schröder, Andreas
11. Lorenz, Wilhelm
12. Windhorst, Heinrich
13. Rathkamp, Heinrich
14. Bielefeld, Fritz
15. Stramann, August
16. Segelhorst, Heinrich
17. Hüneke, Dietrich
18. Barth, Fritz

## Stadtratswahl 1946
- KPD: 1
- SPD: 2
- Unabh.: 12

Die erste Kommunalwahl in Bassum nach der Zeit des Nationalsozialismus fand am 15. September 1946 statt.

### Kandidaten
Kandidaten der KPD
- Blesse, Wilhelm
- Sachs, Paul
- Bitter, August
- Sander, Elisabeth
- Sander, Friedrich
- Heuermann, Heinrich
- Meier, Wilhelm, Börderstraße
- Rottmann, Johann
- Windhorst, Heinrich
- Köhler, Ernst
- Windhorst, Dora
- Dillo, Friedrich
- Vollmer, Wilhelm
- Lübben, Friedrich
- Stramann, August

 Kandidaten der SPD
- Hüneke, Dietrich
- Kleine, Dietrich
- Timmermann, Johann
- Plander, Anni
- Schulz, Friedrich Wilhelm
- Plenge, Wilhelm
- Schulz, Alwine
- Türnau, Heinrich
- Segelhorst, Heinrich
- Rathkamp, Heinrich
- Sudmann, Wilhelm
- Hadeler, Friedrich
- Windhorst, Heinrich
- Daum, Franz
- Fahrenholz, Johann
- Daum, Grete
- Kröger, Johann
- Stöver, August
- Moschke, Artur

Kandidaten der Parteilosen
- Schröder, August
- Lorenz, Wilhelm
- Bruns, Wilhelm
- Schmidt, Eduard
- Uhlenwinkel, Wilhelm
- Roshop, Dietrich
- Stapelfeld, Hermann
- Eitmann, Friedrich
- Kruse, Albert
- Bulk, Heinrich
- Sudmann, Wilhelm
- Abel, Hermann
- Bachler, Hermann
- Dierks, Hermann
- Nordmann, Friedrich
- Ehlers, Fritz
- Osmer, Johann
- Brokate, Wilhelm
- Bielefeld, Fritz
- Müller, Carl
- Wessel, W.B.
- Jacobs, Hermann

### Ergebnisse
Die Wahl war in erster Linie eine Direktwahl, 12 der 15 Sitze konnten direkt gewählt werden, diese wurden alle von Kandidaten der Liste der Unabhängigen besetzt. Für die übrigen drei Sitze wurden Reservelisten herangezogen. Da die Unabhängigen aber keinen Reservestock eingereicht hatte, konnten nur die Listen von SPD und KPD berücksichtigt werden. Die Liste der SPD für die übrigen Sitze umfasste aber nur zwei Kandidaten, sodass der letzte Sitz, nach Rücksprache mit Hannover, an die KPD fiel.
Die Ratsherren wurden für eine unterschiedliche Amtszeit gewählt, so waren vier bis 1947, vier bis 1948 und sieben bis 1949 gewählt. Bei der nächsten Kommunalwahl wurden aber alle Sitze, nach einem neuen Kommunalwahlrecht, neu besetzt.
| Partei                                  | Stimmen | Prozent | Mandate |
| --------------------------------------- | ------- | ------- | ------- |
| Unabhängige                             | 8.164   | 66,22 % | 12/15   |
| Sozialdemokratische Partei Deutschlands | 3.288   | 26,67 % | 2/15    |
| Kommunistische Partei Deutschlands      | 877     | 7,11 %  | 1/15    |
|                                         |         |         |         |
| Wahlberechtigte                         | 3.182   |         |         |
| Wahlbeteiligung                         | 2.551   | 80,17 % |         |
|                                         |         |         |         |
| Quelle: Stadtarchiv Bassum              |         |         |         |

## Stadtratswahl 1948
- SPD: 5
- CDU: 2
- FDP: 4
- DP: 6

Am 28. November 1948 wurde der Bassumer Stadtrat neu gewählt. Der Wahl lag ein neues Wahlrecht zugrunde, welches jedem Wähler drei Stimmen gab, mit denen sowohl Personen als auch Listen gewählt werden konnten.

### Kandidaten
Zur Kommunalwahl 1948 wurden folgende Wahlvorschläge zugelassen:
1. Wahlvorschlag Sozialdemokratische Partei Deutschlands
1. Rathkamp, Heinrich
2. Günther, Artur
3. Kleine, Dietrich
4. Schneider, Georg
5. Plenge, Wilhelm
6. Tremmel, Eugen
7. Schücke, Walter
8. Fahrenholz, Johann
9. Springer, Paul
10. Hünecke, Dietrich
11. Abaling, Ludwig
12. Lorenz, Max
13. Segelhorst, Heinrich
14. Fahse, Willi
15. Gebel, Richard
16. Prekel, Heinrich jr.
17. Baumgarten, Heinrich
18. Daum, Franz
19. Windhorst, Heinrich
20. Giesmann, Kurt

2. Wahlvorschlag Christlich-Demokratische Union
1. Dr. Degering, Robert
2. Schröder, Hermann
3. Sagemann, Wilhelm
4. Bielefeldt, Fritz
5. Musiolek, Josef
6. Knese, Jonny
7. Wrobel, Günter

3. Wahlvorschlag Deutsche Partei
1. Dierks, Hermann
2. Bruns, Wilhelm
3. Brokate, Wilhelm
4. Nordmann, Friedrich
5. Bulk, Heinrich
6. Kracke, Johann
7. Dr. Bracker
8. Bachler, Hermann
9. Oelkers, Fritz

4. Wahlvorschlag Freie Demokratische Partei
1. Lossau, Helmut
2. Braun, Günter
3. Martin, Hermann
4. Braun, Max
5. Nitz, Karl
6. Schröder, Bruno
7. Löffler, Paul
8. Dr. Ulrich, Werner
9. Harms, Hermann
10. Schnitthelm, Georg
11. Golinski, Wilhelm
12. Zimmermann, Oswald
13. Grühling, Artur
14. Krüger, Max
15. Schlichting, Otto
16. Klam, Paul
17. Gerlach, Gustav
18. Scholz, Willi
19. Wabbels, Fritz
20. Pohl, Richard
21. Lewenhagen, Wilhelm
22. Pohl, Käte

5. Wahlvorschlag Kommunistische Partei Deutschlands
1. Bitter, August
2. Krohne, Heinrich
3. Stolle, Hermann
4. Sander, Friedrich
5. Vollmer, Wilhelm
6. Dillo, Friedrich
7. Körner, Linus

7. Wahlvorschlag Kruse (unabhängig)
1. Kruse, Albert

### Ergebnisse
Stärkste Partei wurde die Deutsche Partei, die aus der Deutsch-Hannoverschen Partei der Vorkriegszeit hervorgegangen ist. Die Sozialdemokratische Partei Deutschlands wurde zweitstärkste Partei und konnte 27,67 Prozent gewinnen. Mit 22,35 Prozent wurde die Freie Demokratische Partei drittstärkste Kraft, darauf folgten die Christlich Demokratische Union mit 12,18 Prozent und die Kommunistische Partei Deutschlands mit 4,13 Prozent. Der Einzelvorschlag Kruse konnte nur 0,7 Prozent erreichen.
| Partei                                      | Stimmen | Prozent | Mandate |
| ------------------------------------------- | ------- | ------- | ------- |
| Deutsche Partei                             | 3.258   | 32,97 % | 6/17    |
| Sozialdemokratische Partei Deutschlands     | 2.735   | 27,67 % | 5/17    |
| Freie Demokratische Partei                  | 2.209   | 22,35 % | 4/17    |
| Christlich Demokratische Union Deutschlands | 1.204   | 12,18 % | 2/17    |
| Kommunistische Partei Deutschlands          | 408     | 4,13 %  | 0/17    |
| Einzelvorschlag Kruse                       | 69      | 0,7 %   | 0/17    |
|                                             |         |         |         |
| Wahlberechtigte                             | 4.657   |         |         |
| Wahlbeteiligung                             | 3.501   | 76,09 % |         |
|                                             |         |         |         |
| Quelle: Stadtarchiv Bassum                  |         |         |         |

## Stadtratswahl 1952
- SPD: 5
- DP: 8
- BHE: 3
- DRP: 1

Am 9. November 1952 wurde der Bassumer Stadtrat turnusmäßig neu gewählt. Die DP/CDU/FDP, die SPD, der BHE und die DRP hatten Wahlvorschläge eingereicht.

### Kandidaten
Zur Wahl 1952 wurden folgende Wahlvorschläge zugelassen:
1. Sozialdemokratische Partei Deutschlands
1. Rathkamp, Heinrich
2. Tuchlinski, Kurt
3. Kleine, Dietrich
4. Streich, Marta
5. Segelhorst, Heinrich
6. Plenge, Wilhelm
7. Prekel sen., Heinrich
8. Fahrenholz, Johann
9. Bitter, Johann
10. Kunze, Max
11. Prekel jun., Heinrich
12. Gleßmann, Kurt
13. Hiller, Wolfgang

2a. Deutsche Partei, Christlich-Demokratische Union, Freie Demokratische Partei
1. Dierks, Hermann
2. Martin, Hermann
3. Sagemann, Wilhelm
4. Dr. Bräcker, Alfred
5. Bulk, Heinrich
6. Schröder, Hermann
7. Brokate, Wilhelm
8. Bussmann, Ludwig
9. Meyer, Heinrich
10. Brüggemann, Willy
11. Ehlers, Fritz
12. Hoopmann, Ernst
13. Poggenburg, Wilhelm
14. Schröder, August
15. Schrock, Max

3. Block der Heimatvertriebenen und Entrechteten
1. Kropp, Hermann
2. Schneider, Max
3. Pannek, Emil
4. Reuter, Heinrich
5. Wollenweber, Benno
6. Hoffmann, Josef
7. Meyer, Karl
8. Buchwald, Charlotte
9. von Stegmann und Stein, Oscar
10. Priemer, Paul
11. Girbig, Fritz
12. Driedger, Felix
13. Herrmann, Bruno
14. Grühling, Artur
15. Klam, Paul

6. Deutsche Reichs Partei
1. Lewenhagen, Wilhelm
2. Bruns, Wilhelm
3. Sahrhage, Heinrich
4. Lalls, Heinrich
5. Wegner, Gerhard
6. Schuldt, Hans

### Ergebnisse
Wie in vielen niedersächsischen Gemeinden, traten auch in Bassum CDU, DP und FDP mit einer gemeinsamen Liste an. Während diese drei Parteien 1952 zusammen 67,50 Prozent erreicht haben, kam die gemeinsame Liste nur auf 41,88 Prozent. Zweitstärkste Kraft wurde die SPD mit 30,41 Prozent, also einem leichten Gewinn im Vergleich zu 1948. Der BHE und die DRP traten erstmals in Bassum an. Während der BHE mit seinem Programm, das sich vor allem an die Vertriebenen richtete, auf 20,86 Prozent kam, kam die Deutsche Reichspartei, die eine Nachfolgepartei der 1951 verbotenen Sozialistischen Reichspartei war, aus dem Stand auf 6,85 Prozent.
| Partei                                                                                 | Stimmen | Prozent | Mandate |
| -------------------------------------------------------------------------------------- | ------- | ------- | ------- |
| Deutsche Partei Christlich Demokratische Union Deutschlands Freie Demokratische Partei | 3.740   | 41,88 % | 8/17    |
| Sozialdemokratische Partei Deutschlands                                                | 2.716   | 30,41 % | 5/17    |
| Block der Heimatvertriebenen und Entrechteten                                          | 1.863   | 20,86 % | 3/17    |
| Deutsche Reichspartei                                                                  | 612     | 6,85 %  | 1/17    |
|                                                                                        |         |         |         |
| Wahlberechtigte                                                                        | 4.737   |         |         |
| Wahlbeteiligung                                                                        | 3.278   | 69,2 %  |         |
|                                                                                        |         |         |         |
| Quelle: Stadtarchiv Bassum                                                             |         |         |         |

## Stadtratswahl 1956
- SPD: 6
- DP: 7
- BHE: 3
- DRP: 1

Bei der Kommunalwahl am 28. Oktober 1956 in Bassum traten die SPD, die DP, der BHE, die DRP und die FDP mit jeweils eigenen Wahlvorschlägen an.

### Kandidaten
Folgende Wahlvorschläge wurden zur Wahl 1956 zugelassen:
Sozialdemokratische Partei Deutschlands (SPD)
1. Kleine, Dietrich
2. Segelhorst, Heinrich
3. Kunze, Max
4. Prekel, Heinrich
5. Streich, Martha
6. Hiller, Wolfgang
7. Plenge, Wilhelm
8. Windhorst, Heinrich
9. Fahrenholz, Johann
10. Wiegmann, Heinrich
11. Gode, Heinz

Deutsche Partei (DP)
1. Dierks, Hermann
2. Dr. Bäcker, Alfred
3. Sagemann, Wilhelm
4. Schröder, Hermann
5. Bulk, Heinrich
6. Brüggemann, Wilhelm
7. Meyer, Heinrich
8. Bussmann, Ludwig
9. Voß, Gottfried
10. Brokate, Wilhelm
11. Knese, Jonny
12. Leiding, Ludwig
13. Lührs, Heinrich

Gesamtdeutscher Block (BHE)
1. Meyer, Karl
2. von Stegmann und Stein, Oskar
3. Girbig, Fritz
4. Frost, Gustav
5. Knetsch, Klara
6. Hoffmann, Josef
7. Wollenweber, Benno
8. Ledel, Max
9. Meyer, Artur
10. Rennack, Paul

Freie Demokratische Partei (FDP)
1. Schrock, Max
2. Doß, Karl
3. Behrje, Gertrude

Deutsche Reichspartei (DRP)
1. Sahrhage, Heinrich
2. Bruns, Wilhelm
3. Lahmeyer, Rudolf

### Ergebnisse
Obwohl die SPD die meisten Stimmen bekam, erhielt die DP, aufgrund des Wahlsystems von Listen- und Personenstimmen, einen Sitz mehr. Die SPD hat mehr als 5 Prozent hinzugewonnen und kam auf 36,22 Prozent, während die DP auf 36,08 Prozent kam. 1952 hatten DP, CDU und FDP noch auf einer gemeinsamen Liste kandidiert, 1956 hat die FDP keinen Sitz mehr erringen könne und die CDU hat keine Wahlvorschlag eingereicht. Die DRP und der BHE erlitten leichte Verluste, konnten allerdings ihre Mandate halten.
| Partei                                                             | Stimmen | Prozent | Mandate |
| ------------------------------------------------------------------ | ------- | ------- | ------- |
| Sozialdemokratische Partei Deutschlands                            | 3.090   | 36,22 % | 6/17    |
| Deutsche Partei                                                    | 3.078   | 36,08 % | 7/17    |
| Gesamtdeutscher Block/Bund der Heimatvertriebenen und Entrechteten | 1.698   | 19,90 % | 3/17    |
| Deutsche Reichspartei                                              | 471     | 5,52 %  | 1/17    |
| Freie Demokratische Partei                                         | 248     | 2,91 %  | 0/17    |
|                                                                    |         |         |         |
| Wahlberechtigte                                                    | 4.830   |         |         |
| Wahlbeteiligung                                                    | 3.222   | 66,71 % |         |
|                                                                    |         |         |         |
| Quelle: Stadtarchiv Bassum                                         |         |         |         |

## Stadtratswahl 1961
- SPD: 6
- CDU: 3
- DP: 6
- BHE: 2

Bei der Stadtratswahl am 19. März 1961 standen die DP, die SPD, die CDU, der BHE und die FDP zur Wahl.

### Kandidaten
In der Sitzung des Gemeindewahlausschusses am 28. Februar 1961 wurden folgende Wahlvorschläge zugelassen:
Deutsche Partei (DP)
1. Schröder, Hermann
2. Meyer, Heinrich
3. Dr. Bräcker, Alfred
4. Brüggemann, Wilhelm
5. Leiding, Ludwig
6. Haase, Wilhelm
7. Stubbemann, Wilhelm
8. Müller, Heinrich
9. Fietz, Erwin

Sozialdemokratische Partei Deutschlands (SPD)
1. Kleine, Dietrich
2. Kunze, Max
3. Segelhorst, Heinrich
4. Windhorst, Heinrich
5. Hiller, Wolfgang
6. Tuckermann, Vera
7. Günther, Artur
8. Schmidt, Erich
9. Hämpel, Walter
10. Wiegmann, Heinrich
11. Borckmann, Wilhelm
12. Büscher, Alfred
13. Bresemann, Max
14. Gode, Heinz
15. Streich, Marta

Christlich-Demokratische Union (CDU)
1. Steinecke, Hermann
2. Ahlers, Karl
3. Fischer, Heinrich
4. Thomas, Bruno
5. Spiekmann, Gertrud
6. Spinner, Franz
7. Ogermann, Elisabeth

Gesamtdeutscher Block (BHE)
1. Sorichter, Konrad
2. Golinski, Willi
3. Müller-Pontow, Waltraut
4. Schlawitz, Erich
5. Rennak, Paul

Freie Demokratische Partei (FDP)
1. Knauer, Hans
2. Wessel, Heinrich

### Ergebnisse
Die Sozialdemokratische Partei Deutschlands wurde mit 36,97 Prozent stärkste Partei. Über fünf Prozent weniger – aber ebenfalls sechs Sitze – erreichte die Deutsche Partei. Die Christlich Demokratische Union Deutschlands war 1956 nicht angetreten und erreichte nun 19,25 Prozent. Der Gesamtdeutsche Bock/Bund der Heimatvertriebenen und Entrechteten verlor über zehn Prozent und kam nur noch auf 9,64 Prozent und verlor einen Sitz, die Freie Demokratische Partei konnte geringe Zuwächse verzeichnen, erreichte aber trotzdem keinen Sitz.
| Partei                                                             | Stimmen | Prozent | Mandate |
| ------------------------------------------------------------------ | ------- | ------- | ------- |
| Sozialdemokratische Partei Deutschlands                            | 1.204   | 36,97 % | 6/17    |
| Deutsche Partei                                                    | 1.013   | 31,10 % | 6/17    |
| Christlich Demokratische Union Deutschlands                        | 627     | 19,25 % | 3/17    |
| Gesamtdeutscher Block/Bund der Heimatvertriebenen und Entrechteten | 314     | 9,64 %  | 2/17    |
| Freie Demokratische Partei                                         | 99      | 3,04 %  | 0/17    |
|                                                                    |         |         |         |
| Wahlberechtigte                                                    | 4.670   |         |         |
| Wahlbeteiligung                                                    | 3.366   | 72,08 % |         |
|                                                                    |         |         |         |
| Quelle: Stadtarchiv Bassum                                         |         |         |         |

## Stadtratswahl 1964
- SPD: 6
- CDU: 7
- FDP: 3
- BHE: 1

Am 27. September 1964 waren 4.734 Bassumerinnen und Bassumer aufgerufen ihre Stimme bei der Wahl zum Stadtrat abzugeben.
Wahlvorschläge eingereicht hatten die Christlich Demokratische Union Deutschlands, die Sozialdemokratische Partei Deutschlands, die Freie Demokratische Partei und der Gesamtdeutsche Block/Bund der Heimatvertriebenen und Entrechteten. Die Deutsche Partei – die 1961 noch zweitstärkste Partei war – trat erstmals seit 1948 nicht zur Stadtratswahl an.

### Kandidaten
In seiner Sitzung am 10. September 1964 ließ der Gemeindewahlausschuss folgende Wahlvorschläge zu:
Sozialdemokratische Partei Deutschlands (SPD)
1. Kunze, Max
2. Kleine, Dietrich
3. Segelhorst, Heinrich
4. Windhorst, Heinrich
5. Brockmann, Wilhelm
6. Borowski, Elisabeth
7. Meder, Ewald
8. Krause, Manfred
9. Schmidt, Erich
10. Strauch, Paul
11. Heitmann, Paul
12. Büscher, Alfred

Christlich-Demokratische Union (CDU)
1. Schröder, Hermann
2. Steinecke, Hermann
3. Meyer, Heinrich
4. Dr. med. Bräcker, Alfred
5. Ahlers, Karl
6. Brüggemann, Wilhelm
7. Spinner, Franz
8. Haase, Wilhelm
9. Leiding, Ludwig
10. Dr. med. Höfling, Hans-Joachim
11. Fischer, Heinrich
12. Bonhorst, Werner
13. Kolatzki, Karl-Heinz
14. Thomas, Bruno
15. Bernard, Reinhard

Freie Demokratische Partei (FDP)
1. Heise, Karl-Heinz
2. Dierks, Johann
3. Dr. med. Halfmann, Georg-Eduard
4. Gutendorf, Otto
5. Wessel, Heinrich
6. Braun, Max
7. Dohs, Karl
8. Esser, Hermann
9. Schulenberg, Dietrich
10. Gollmer, Karl
11. Meller, Wilhelm

Gesamtdeutsche Partei/BHE
1. Golinski, Willi
2. Sorichter, Konrad
3. Czemper, Gerhard
4. Müller-Pontow, Waltraut
5. Beyer, Artur

### Ergebnisse
Im Vergleich zu 1961 konnte die CDU ihr Ergebnis mehr als verdoppeln und wurde stärkste Kraft. Die SPD musste kleine Verluste hinnehmen, konnte aber die Anzahl der Sitze halten. Erstmals seit 1948 wieder eigenständig ins Parlament gekommen ist die FDP, die nun 21,9 Prozent erreichen konnte. Der BHE verlor weiter an Stimmen und ist nur noch auf einen SItz gekommen.
| Partei                                                             | Stimmen | Prozent | Mandate |
| ------------------------------------------------------------------ | ------- | ------- | ------- |
| Christlich Demokratische Union Deutschlands                        | 1.239   | 37,99 % | 7/17    |
| Sozialdemokratische Partei Deutschlands                            | 1.118   | 34,26 % | 6/17    |
| Freie Demokratische Partei                                         | 714     | 21,90 % | 3/17    |
| Gesamtdeutscher Block/Bund der Heimatvertriebenen und Entrechteten | 190     | 5,83 %  | 1/17    |
|                                                                    |         |         |         |
| Wahlberechtigte                                                    | 4.734   |         |         |
| Wahlbeteiligung                                                    | 3.353   | 70,83 % |         |
|                                                                    |         |         |         |
| Quelle: Stadtarchiv Bassum                                         |         |         |         |

## Stadtratswahl 1968
- SPD: 5
- UWG: 1
- CDU: 5
- FDP: 6

Zur Stadtratswahl am 29. September 1968 reichten die FDP, die CDU, die SPD, die UWG Bassum und die NPD Wahlvorschläge ein. Der BHE hatte erstmals seit 1948 keinen eigenen Wahlvorschlag eingereicht.

### Kandidaten
In der Sitzung des Wahlausschusses am 27. August 1968 wurden folgende Wahlvorschläge genehmigt:
Christlich-Demokratische Union (CDU)
1. Steinecke, Hermann
2. Meyer, Heinrich
3. Ahlers, Karl
4. Dr. Mentzel, Rudolf
5. Bernard, Reinhard
6. Schmidt, Hermann
7. Matissek, Wilhelm
8. Haase, Wilhelm
9. Jackwerth, Franz
10. Krzanowski, Rosa
11. Stefener, Kurt
12. Warner, Heinrich

Sozialdemokratische Partei Deutschlands (SPD)
1. Windhorst, Heinrich
2. Krause, Manfred
3. Schmidt, Heinrich
4. Segelhorst, Heinrich
5. Brockmann, Wilhelm
6. Wähnert, Otto
7. Marschall, Eberhard
8. Gebel, Hartwig
9. Kloiber, Werner
10. Wiegmann, Heinrich
11. Büscher, Alfred
12. Heitmann, Franz

Freie Demokratische Partei (FDP)
1. Dr. Halfmann, Georg-Eduard
2. Heise, Karl-Heinz
3. Dierks, Johann
4. Reichel, Walter
5. Meckelburg, Hedwig
6. Esser, Hermann
7. Wessel, Heinrich
8. Kaiser, Hinrich
9. Thiesen, Heinz
10. Hahn, Karl
11. Dornbusch, Heinrich
12. Bachler, Günther
13. Danielsson, Bernard
14. Meyer, Georg
15. Heyn, Gerhard
16. Erkenberg, Peter
17. Tallau, Hermann

Nationaldemokratische Partei Deutschlands (NPD)
1. Gollmer, Karl-Georg
2. Sagemann, Ludwig
3. Lossau, Helmut
4. Tönjes, Adolf
5. Knigge, Wolfgang

Unabhängige Wählergemeinschaft (UWG)
1. Kunze, Max
2. Stein, Josef
3. Borowsky, Elisabeth
4. Frank, Karl
5. Hientzsch, Manfred
6. Hasberg, Helmut

### Ergebnisse
Die FDP konnte im Vergleich zu 1964 mehr als zehn Prozent hinzugewinnen und wurde stärkste Partei. Die CDU und die SPD verloren beide etwa zehn Prozent und kamen jeweils auf fünf Sitze. Neu angetreten waren die Unabhängige Wählergemeinschaft Bassum und die NPD. Die UWG kam auf über acht Prozent und erlangte einen Sitz, während die NPD mit 4,48 Prozent keinen Sitz bekam.
| Partei                                      | Stimmen | Prozent | Mandate |
| ------------------------------------------- | ------- | ------- | ------- |
| Freie Demokratische Partei                  | 1.180   | 34,34 % | 6/17    |
| Christlich Demokratische Union Deutschlands | 949     | 27,62 % | 5/17    |
| Sozialdemokratische Partei Deutschlands     | 869     | 25,29 % | 5/17    |
| Unabhängige Wählergemeinschaft Bassum       | 284     | 8,26 %  | 1/17    |
| Nationaldemokratische Partei Deutschlands   | 154     | 4,48 %  | 0/17    |
|                                             |         |         |         |
| Wahlberechtigte                             | 4.714   |         |         |
| Wahlbeteiligung                             | 3.486   | 73,95 % |         |
|                                             |         |         |         |
| Quelle: Stadtarchiv Bassum                  |         |         |         |

## Stadtratswahl 1972
- SPD: 8
- CDU: 9
- FDP: 2

Bei der Stadtratswahl am 22. Oktober 1972 hatten die CDU, die SPD und die FDP Wahlvorschläge eingereicht.

### Kandidaten
Folgende Wahlvorschläge wurden in der Sitzung des Wahlausschusses am 21. September 1972 zugelassen:
1. Wahlvorschlag: Christlich Demokratische Union (CDU)
1. Dr. Halfmann, Georg
2. Steinecke sen., Hermann
3. Reichel, Walter
4. Bernard, Reinhard
5. Meckelburg, Hedwig
6. Meyer, Heinrich
7. Schmidt, Hermann
8. Golinski, Willi
9. Dr. Mentzel, Rudolf
10. Supe, Friedhelm
11. Torn, Günter
12. Pleuß, Ewald
13. Schlung, Gerhard
14. Klose, Friedrich
15. Hüttemeyer, Heinz
16. Ogermann, Elisabeth
17. Meyer, Horst
18. Warner, Heinrich

2. Wahlvorschlag: Sozialdemokratische Partei Deutschlands (SPD)
1. Krause, Manfred
2. Segelhorst, Heinrich
3. Rajf, Klaus
4. Dörfler, Hella
5. Marschall, Eberhard
6. Gebel, Hartwig
7. Brinkmann, Wilfried
8. Schmidt, Erich
9. Kükelmann, Wilhelm
10. Hientzsch, Manfred
11. Müller, Karsten
12. Werner, Holscher
13. Orendi, Wilhelm
14. Pahl, Oskar
15. Meyer, Helmut
16. Lauterbach, Karl-Heinz
17. Hasberg, Helmut
18. Krause, Christel
19. Schürholz, Wilhelm
20. Strauch, Paul

3. Wahlvorschlag: Freie Demokratische Partei (FDP)
1. Esser, Hermann
2. Kunze, Max
3. Kaiser, Hinrich
4. Dierks, Johann
5. Dr. Hungerland, Ruth
6. Danielsson, Bernhard
7. Ponath, Eberhard
8. Behrens, Alfred
9. Legath, Horst
10. Schorling, Hermann
11. Sackmann, Reinhold
12. Steinbeck, Artur
13. Bühler, Alfons

### Ergebnisse
Die CDU konnte mehr als 20 Prozent hinzugewinnen und erreichte 48,83 Prozent. Die SPD gewann über 13 Prozent hinzu und wurde zweitstärkste Partei, die FDP verlor über 20 Prozent und kam auf 12,27 Prozent.
| Partei                                      | Stimmen | Prozent | Mandate |
| ------------------------------------------- | ------- | ------- | ------- |
| Christlich Demokratische Union Deutschlands | 1.833   | 48,83 % | 9/19    |
| Sozialdemokratische Partei Deutschlands     | 1.445   | 38,49 % | 8/19    |
| Freie Demokratische Partei                  | 476     | 12,27 % | 2/19    |
|                                             |         |         |         |
| Wahlberechtigte                             | 5.164   |         |         |
| Wahlbeteiligung                             | 4.108   | 79,55 % |         |
|                                             |         |         |         |
| Quelle: Stadtarchiv Bassum                  |         |         |         |

## Stadtratswahl 1974
- SPD: 10
- CDU: 18
- FDP: 3

Am 9. Juni 1974 wurde der Bassumer Stadtrat neu gewählt, weil sich die alte Stadt Bassum mit 15 weiteren Gemeinden zur neuen Stadt Bassum zusammengeschlossen hatte, die Zahl der Wahlberechtigten hatte sich im Vergleich zu 1972 fast verdoppelt. Dementsprechend hatte sich auch die Zahl der zu Wählenden verändert, waren 1972 noch 19 Ratsherren und -frauen gewählt, wurden nun 31 gewählt. Wahlvorschläge eingereicht hatten die CDU, die SPD und die FDP, jeweils für beide Wahlbezirke. Wahlbezirk I umfasste die alte Stadt Bassum und Wahlbezirk II die 15 zuvor selbstständigen Umlandgemeinden.
Die Wahlvorschläge wurden in der Sitzung des Wahlausschusses am 10. Mai 1974 zugelassen.

### Kandidaten des Wahlbezirks I
1. Wahlvorschlag: Christlich Demokratische Union Deutschlands (CDU)
1. Bernard, Reinhard
2. Schmidt, Hermann
3. Meckelburg, Hedwig
4. Meyer, Heinrich
5. Supe, Friedhelm
6. Schlung, Gerhard
7. Klose, Friedrich
8. Pleus, Ewald
9. Bartholomeyczik, Ilse
10. Steinecke, Hermann jun.
11. Gieseke, Friedrich-Wilhelm
12. Petermann, Heino
13. Schäfer, Wilhelm
14. Ellmers, Friedrich-Wilhelm
15. Warner, Heinrich

2. Wahlvorschlag: Sozialdemokratische Partei Deutschlands (SPD)
1. Krause, Manfred
2. Rajf, Klaus
3. Gebel, Hartwig
4. Müller, Ilsemarie
5. Schulte, Dieter
6. Schmidt, Erich
7. Jessenberger, Edith
8. Voß, Heinrich
9. Hientzsch, Manfred
10. Lauterbach, Karl-Heinz
11. Pahl, Oskar
12. Kückelmann, Wilhelm
13. Kliffmüller, Klaus-Peter
14. Hachmeier, Klaus
15. Voß, Veronika
16. Faßbinder, Peter
17. Strauch, Paul

3. Wahlvorschlag: Freie Demokratische Partei (FDP)
1. Esser, Hermann
2. Danielsson, Bernhard
3. Dierks, Johann
4. Dr. Hungerland, Ruth
5. Legath, Horst
6. Marschall, Eberhard
7. Behrens, Alfred
8. Becker, Dieter
9. Sackmann, Reinhold
10. Hillmann, Siegrfried
11. Wilkens, Burghard
12. Ponath, Eberhard

### Kandidaten des Wahlbezirks II
4. Wahlvorschlag: Christlich Demokratische Union Deutschlands (CDU)
1. Zurmühlen, Heinz
2. Garbs, Adolf
3. Lahmeyer. Konrad
4. Andreas, Heinrich
5. Weidenhöfer, Hans
6. Kuhlmann, Fritz
7. Schoof, Friedrich
8. Beneke, Helmut
9. Burmeister, Hayo
10. Rathkamp, Fritz
11. Poggenburg, Ernst
12. Ahlers, Fritz
13. Helmke, Heinrich
14. Eickhorst, Heinrich
15. Hinrichs, Max
16. Schröder, Heinrich
17. von Hollen, Hermann
18. Petermann, Gerd
19. Meyer, Hermann

5. Wahlvorschlag: Sozialdemokratische Partei Deutschlands (SPD)
1. Rauhut, Ernesto
2. Butt, Friedel
3. Gohlke, Gerd
4. Bründer, Johann
5. Dannemann, Herta
6. Horstmann, Peter
7. Aufderheide, Heinz
8. Orths, Ludwig
9. Frauen, Ernst
10. Kopmann, Heinrich
11. Sauer, Manfred
12. Wilker, Adolf
13. Mataruga, Emil
14. Hanisch, Peter
15. Bergmann, Uwe

6. Wahlvorschlag: Freie Demokratische Partei (FDP)
1. Nüstedt, Walter
2. Steinbeck, Artur
3. Wortmann, Heinrich
4. Wendt, Albert
5. Remke, Heinrich

### Ergebnisse
Die CDU erreichte 56,44 Prozent und damit die absolute Mehrheit. Die SPD konnte 33,84 Prozent und die FDP 9,72 Prozent erreichen.
| Partei                                      | Stimmen | Prozent | Mandate |
| ------------------------------------------- | ------- | ------- | ------- |
| Christlich Demokratische Union Deutschlands | 4.871   | 56,44 % | 18/31   |
| Sozialdemokratische Partei Deutschlands     | 2.921   | 33,84 % | 10/31   |
| Freie Demokratische Partei                  | 839     | 9,72 %  | 3/31    |
|                                             |         |         |         |
| Wahlberechtigte                             | 10.550  |         |         |
| Wahlbeteiligung                             | 8.631   | 81,81 % |         |
|                                             |         |         |         |
| Quelle: Stadtarchiv Bassum                  |         |         |         |

## Stadtratswahl 1976
- SPD: 12
- CDU: 17
- FDP: 2

Bei der Stadtratswahl am 3. Oktober 1976 traten die bereits im Rat vertretenen Parteien CDU, SPD und FDP mit eigenen Wahlvorschlägen an. Außerdem hat eine Freie Wählergemeinschaft einen Wahlvorschlag eingereicht. Die Stadt Bassum war, wie auch 1974, in zwei Wahlbezirke, Wahlbezirk I für die alte Stadt Bassum und Wahlbezirk II für das Umland, aufgeteilt.
In der Sitzung am 2. September 1976 ließ der Wahlausschuss folgende Wahlvorschläge zu:

### Kandidaten des Wahlbezirks I
Christlich-Demokratische Union (CDU)
1. Bernard, Reinhard
2. Schmidt, Hermann
3. Klose, Friedrich
4. Bartholomeyczik, Ilse
5. Meyer, Heinrich
6. Schlung, Gerhard
7. Supe, Friedhelm
8. Steinecke, Hermann
9. Ellmers, Friedrich-Wilhelm
10. Pleuß, Ewald
11. Schäfer, Wilhelm
12. Niehaus, Karl-Heinz
13. Mentzel, Ingeborg
14. Warner, Heinrich

Sozialdemokratische Partei Deutschlands (SPD)
1. Krause, Manfred
2. Rajf, Klaus
3. Gebel, Hartwig
4. Schulte, Dieter
5. Müller, Ilsemarie
6. Schmidt, Erich
7. Brinkmann, Wilfried
8. Voß, Heinrich
9. Jessenberger, Edith
10. Hientzsch, Manfred
11. Pahl, Oskar
12. Stubbemann, Heinrich
13. Hasberg, Helmut
14. Lanzendörfer, Christoph

Freie Demokratische Partei (FDP)
1. Dr. Hungerland, Ruth
2. Danielsson, Bernhard
3. Wendt, Albert
4. Plate, Horst
5. Borowsky, Ralf
6. Legath, Horst
7. Behrens, Alfred

Freie Wählergemeinschaft (FWG)
1. Strauch, Paul
2. Strauch, Peter

### Kandidaten des Wahlbezirks II
Christlich-Demokratische Union (CDU)
1. Zurmühlen, Heinz
2. Lahmeyer, Konrad
3. Gerbs, Adolf
4. Schoof, Friedrich
5. Kuhlmann, Fritz
6. Weidenhöfer, Hans-Georg
7. Petermann, Heino
8. Poggenburg, Ernst
9. Burmeister, Hayo
10. Rathkamp, Fritz
11. Mehlhop, Dieter
12. Prof. Dr. Böhringer, Eberhard
13. Meyer, Hermann
14. Ziemer, Hermann
15. Eickhorst, Heinrich
16. Hülsemeyer, Otto
17. Petermann, Gerd

Sozialdemokratische Partei Deutschlands (SPD)
1. Rauhut, Ernesto
2. Gohlke, Gerd
3. Dannemann, Herta
4. Urbrock, Hans-Jürgen
5. Beckmann, Werner
6. Wilker, Adolf
7. Nowatschick, Manfred
8. Butt, Friedel
9. Bründer, Johann
10. Orths, Ludwig
11. Kopmann, Heinrich
12. Linz, Rolf
13. Aufderheide, Heinz
14. Krause, Christel
15. Panderak, Hans-Dieter

Freie Demokratische Partei (FDP)
1. Nüstedt, Walter
2. Eden, Helmut
3. Wilkens, Burghard
4. Remke, Heinrich
5. Wolle, Gerd

### Ergebnisse
Die CDU verlor drei Prozent, konnte aber ihre absolute Mehrheit halten. Die SPD gewann vier Prozent hinzu und erreichte zwei Sitze mehr als 1974, die FDP verlor nur leicht, jedoch einen Sitz. Die FWG war weit abgeschlagen und konnte weniger als einen Prozent erreichen.
| Partei                                      | Stimmen | Prozent | Mandate |
| ------------------------------------------- | ------- | ------- | ------- |
| Christlich Demokratische Union Deutschlands | 4.923   | 53,64 % | 17/31   |
| Sozialdemokratische Partei Deutschlands     | 3.404   | 37,09 % | 12/31   |
| Freie Demokratische Partei                  | 838     | 9,13 %  | 2/31    |
| FWG                                         | 12      | 0,13 %  | 0/31    |
|                                             |         |         |         |
| Wahlberechtigte                             | 10.453  |         |         |
| Wahlbeteiligung                             | 9.177   | 87,79 % |         |
|                                             |         |         |         |
| Quelle: Stadtarchiv Bassum                  |         |         |         |

## Stadtratswahl 1981
- SPD: 12
- CDU: 17
- FDP: 2

Bei der Stadtratswahl am 27. September 1981 kandidierten die CDU, die SPD und die FDP mit eigenen Wahllisten.

### Kandidaten
Die Wahlvorschläge wurden bei der Sitzung des Wahlausschusses am 27. August 1981 zugelassen.
1. Christlich Demokratische Union Deutschlands (CDU)
1. Bernard, Reinhard
2. Schmidt, Hermann
3. Bartholomeyczik, Ilse
4. Schlung, Gerhard
5. Grafe, Herbert
6. Venske, Gerhard
7. Schäfer, Friedhelm
8. Pleuß, Ewald
9. Schorling, Hermann
10. Burda, Renate
11. Ellmers, Friedrich-Wilhelm
12. Lohe, Heidi
13. Grafe, Silke
14. Rubbel, Alfred
15. Peper, Heinz
16. Essmann, Hartmut
17. Zurmühlen, Helmut

2. Sozialdemokratische Partei Deutschlands (SPD)
1. Krause, Manfred
2. Gebel, Hartwig
3. Schulte, Dieter
4. Lanzendörfer, Christoph
5. Jessenberger, Edith
6. Voß, Heinrich
7. Birgulla, Anna
8. Hientsch, Manfred
9. Schmidt, Erich
10. Stubbemann, Heinz
11. Tinnemeyer, Manfred
12. Rettig, Peter
13. Barth, Frank-Uwe
14. Marschall, Eberhard
15. Plate, Horst
16. Hausmann, Siegfried
17. Rajf, Klaus
18. Turner, Imke

3. Freie Demokratische Partei (F.D.P.)
1. Dr. Hungerland, Ruth
2. Hoffmann, Otto-Carl
3. Kadow, Hanne-Dore
4. Nüstedt, Walter
5. Behrens, Alfred
6. Wolle, Inge
7. Müller, Heidi Ute

### Ergebnisse
Bei einer Wahlbeteiligung von 73,9 % errang die CDU mit 55,2 % die absolute Mehrheit. Die SPD konnte ihr Ergebnis halten, während die FDP zwei Prozent verlor, an der Zusammensetzung des Rates änderte sich allerdings nichts.
| Partei                                        | Stimmen | Prozent | Mandate |
| --------------------------------------------- | ------- | ------- | ------- |
| Christlich Demokratische Union Deutschlands   | 12.654  | 55,2 %  | 17/31   |
| Sozialdemokratische Partei Deutschlands       | 8.583   | 37,4 %  | 12/31   |
| Freie Demokratische Partei                    | 1.692   | 7,4 %   | 2/31    |
|                                               |         |         |         |
| Wahlberechtigte                               | 10.904  |         |         |
| Wahlbeteiligung                               | 8.061   | 73,9 %  |         |
|                                               |         |         |         |
| Quelle: Landesamt für Statistik Niedersachsen |         |         |         |

## Stadtratswahl 1986
- SPD: 12
- Grüne: 1
- CDU: 17
- FDP: 1

Bei der Stadtratswahl am 5. Oktober 1986 standen vier Wahllisten zur Wahl, erstmals kandidierten die Grünen zu einer Bassumer Stadtratswahl.
Die Wahlvorschläge wurden in der Sitzung des Wahlausschusses am 3. September 1986 zugelassen.

### Kandidaten des Wahlbereichs I
Christlich Demokratische Union Deutschlands (CDU)
1. Bernard, Reinhard
2. Schmidt, Hermann
3. Bartholomeyczik, Ilse
4. Schlung, Gerhard
5. Schorling, Hermann
6. Venske, Gerhard
7. Schmelzer, Edelgard
8. Pleuß, Ewald
9. Meineke, Werner
10. Ellmers, Friedrich-Wilhelm
11. Makowka, Holger
12. von der Born, Peter
13. Knörig, Axel
14. Schäfer, Friedhelm

Sozialdemokratische Partei Deutschlands (SPD)
1. Temme, Angela
2. Krause, Manfred
3. Gebel, Hartwig
4. Warneke, Ralf
5. Lanzendörfer, Christoph
6. Rajf, Klaus
7. Marschall, Eberhard
8. Windhorst, Maria Theresia
9. Stubbemann, Heinz
10. Barneföhr, Edith
11. Strehele, Thorsten
12. Hausmann, Siegfried
13. Tinnemeyer, Manfred
14. Hörnke, Hans-Wilhelm
15. Brigulla, Anna

Freie Demokratische Partei (FDP)
1. Kriegel, Dieter
2. Sudthoff, Ursula
3. Lange, Wolfgang
4. Behrens, Alfred
5. Nüstedt, Walter
6. Müller, Heidi Ute

Die Grünen (GRÜNE)
1. Herholz-Ziegler, Heiner
2. Kothe, Martin
3. Lentz, Rainer
4. Babick, Concordia
5. Zimmeck, Ulrich
6. Schulz-Algie, Susanne

### Kandidaten des Wahlbereichs II
Christlich Demokratische Union Deutschlands (CDU)
1. Zurmühlen, Helmut
2. Weidenhöfer, Hans-Georg
3. Poggenburg, Ernst
4. Peters, Margarethe
5. Meyer, Hermann
6. Garbs, Adolf
7. Rathkamp, Fritz
8. Albers, Werner
9. Eickhorst, Heinrich
10. Kesten, Rolf
11. Westermann, Erich
12. Israel, Manfred
13. Nienhaus, Karl-Heinz
14. Grafe, Heide
15. Schröder, Heinrich
16. Brunkhorst, Dieter
17. Binder, Ernst-Gerhard
18. Löschen, Jochen
19. Gohlke, Gerd

Sozialdemokratische Partei Deutschlands (SPD)
1. Palkies, Eleonore
2. Urbrock, Hans-Jürgen
3. Beckmann, Werner
4. Mordhorst, Ewald
5. Hornborstel, Hartwig
6. Hohnstädt, Rolf
7. Zeollner, Erich
8. Müller, Ilsemarie
9. Stein, Gerhard
10. Germer, Erdmann
11. Weghorst, Hermann
12. Theilkuhl, Karl
13. Hasberg, Wolfgang
14. Scharfe, Jürgen
15. Weinert, Erika
16. Runge, Rolf

Freie Demokratische Partei (FDP)
1. Wendt, Albert
2. Dr. Müller, Ernst Jörg
3. Remke, Heinrich

Die Grünen (GRÜNE)
1. Christen, Joachim
2. Mahler-Rosche, Doris
3. Rosche, Joachim
4. Ziegler, Renate
5. Spellmann, Gerd

### Ergebnisse
Bei einer Wahlbeteiligung von 69,7 % konnte die CDU ihre absolute Mehrheit bei leichten Verlusten halten. Die SPD konnte ihr Ergebnis von 1981 halten, während die Grünen aus dem Stand auf fünf Prozent und einen Sitz gekommen sind. Die FDP hat drei Prozent verloren und kam nur noch auf einen Sitz.
| Partei                                        | Stimmen | Prozent | Mandate |
| --------------------------------------------- | ------- | ------- | ------- |
| Christlich Demokratische Union Deutschlands   | 11.845  | 52,5 %  | 17/31   |
| Sozialdemokratische Partei Deutschlands       | 8.546   | 37,8 %  | 12/31   |
| Bündnis 90/Die Grünen                         | 1.135   | 5,0 %   | 1/31    |
| Freie Demokratische Partei                    | 1.053   | 4,7 %   | 1/31    |
|                                               |         |         |         |
| Wahlberechtigte                               | 11.214  |         |         |
| Wahlbeteiligung                               | 7.820   | 69,7 %  |         |
|                                               |         |         |         |
| Quelle: Landesamt für Statistik Niedersachsen |         |         |         |

## Stadtratswahl 1991
- SPD: 12
- Grüne: 1
- Bürger-Block: 4
- CDU: 15

Am 6. Oktober 1991 wurde der Bassumer Stadtrat neu gewählt, Wahlvorschläge hatten die CDU, die SPD, der Bürgerblock und die Grünen eingereicht.

### Kandidaten
Die Wahlvorschläge wurden in der Sitzung des Wahlausschusses am 5. September 1991 zugelassen.
Christlich Demokratische Union Deutschlands (CDU)
1. Zurmühlen, Helmut
2. Schmidt, Hermann
3. Löschen, Jochen
4. Schröder, Ulrike
5. Rajf, Klaus
6. Knörig, Axel
7. Poggenburg, Ernst
8. Garbs, Adolf
9. Schorling, Hermann
10. Gohlke, Gerd
11. Weidenhöfer, Hans-Georg
12. Jobst, Horst-Dieter
13. Kriegel, Dieter
14. Rathkamp, Fritz
15. Meyer, Hermann
16. Westermann, Erich
17. Kesten, Rolf
18. Eickhorst, Heinrich
19. Binder, Ernst-Gerhard
20. Niehaus, Karl-Heinz
21. Molkenthin, Uwe
22. Albers, Marco
23. Spick, Marcus
24. Niehaus, Friedrich
25. Pleuß, Ewald
26. Laue, Elvira
27. Brunkhorst, Heinrich
28. Schröder, Heinrich
29. Grafe, Uta

Sozialdemokratische Partei Deutschlands (SPD)
1. Krause, Manfred
2. Palkies, Eleonore
3. Dr. Lanzendörfer, Christoph
4. Urbrock, Hans-Jürgen
5. Windhorst, Maria-Theresia
6. Mordhorst, Ewald
7. Gebel, Hartwig
8. Hornborstel, Hartwig
9. Marschall, Eberhard
10. Moldenhauer, Luzia
11. Warneke, Ralf
12. Weghorst, Hermann
13. Döhrkop. Heike
14. Schwarze, Rüdiger
15. Mehlau, Günter
16. Jütting, Inge
17. Runge, Rolf
18. Block, Detlev
19. Heinhold, Ingrid
20. Tinnemeyer, Manfred
21. Soller, Friedrich
22. Ostojski, Rolf
23. Lange, Elvira
24. Leymann, Jürgen
25. Temme, Kerstin
26. Scharfe, Jürgen
27. Weinert, Erika
28. Marienfeld, Jörg
29. Arntjen, Hans-Werner
30. Stein, Gerhard
31. Schweneker, Ilsemarie

Die Grünen (GRÜNE)
1. Ziegler, Renate
2. Rosche, Joachim
3. Kramer, Ingrid
4. Herholz-Ziegler, Heiner
5. Kramer, Fred
6. Christen, Joachim

Bürger-Block e. V. (BÜRGER-BLOCK)
1. Schlung, Gerhard
2. Alves, Helga
3. Nüstedt, Walter
4. Danielsson, Reinhard
5. Hagedorn, Edelhard
6. Grafe, Herbert
7. Günther, Karl-Heinz
8. Müller, Heide Ute
9. Danielsson, Bernard
10. Wendt, Albert
11. Meder, Ewald
12. Katzke, Holger
13. Pohl, Erwin
14. Dr. Müller, Ernst Jörg
15. Supé, Friedhelm
16. Hoffmann, Otto-Karl
17. Laue, Wilhelm

### Ergebnisse
| Partei                                        | Stimmen | Prozent | Mandate |
| --------------------------------------------- | ------- | ------- | ------- |
| Christlich Demokratische Union Deutschlands   | 11.579  | 48,5 %  | 15/31   |
| Sozialdemokratische Partei Deutschlands       | 8.279   | 34,7 %  | 12/31   |
| Bürger-Block e. V.                            | 2.900   | 12,2 %  | 4/31    |
| Bündnis 90/Die Grünen                         | 1.095   | 4,6 %   | 1/31    |
|                                               |         |         |         |
| Wahlberechtigte                               | 11.281  |         |         |
| Wahlbeteiligung                               | 8.188   | 72,6 %  |         |
|                                               |         |         |         |
| Quelle: Landesamt für Statistik Niedersachsen |         |         |         |

## Stadtratswahl 1996
- SPD: 10
- Grüne: 2
- Bürger-Block: 5
- CDU: 13

Am 15. September 1996 wurde der Bassumer Stadtrat turnusmäßig neu gewählt. Wahlvorschläge eingereicht hatten die CDU, die SPD, der Bürger-Block und die Grünen.

### Kandidaten
Die Wahlvorschläge wurden am 13. August 1996 in der Sitzung des Wahlausschusses zugelassen.
Christlich Demokratische Union Deutschlands (CDU)
1. Zurmühlen, Helmut
2. Schröder, Ulrike
3. Schmidt, Hermann
4. Rajf, Klaus
5. Knörig, Axel
6. Weidenhöfer, Hans-Georg
7. Evers, Heinrich
8. Grafe, Silke
9. Gohlke, Gerd
10. Schorling, Hermann
11. Westermann, Erich
12. Schröder, Manfred
13. Rohlfs, Jörg
14. Landwehr, Ehrhard
15. Poggenburg, Ernst
16. Eickhorst, Heinrich
17. Hornborstel, Hartwig
18. Bruns, Petra
19. Schäcker, Matthias
20. Meineke, Annegret
21. Binder, Ernst-Gerhard
22. Meyer, Hermann
23. Kriegel, Jens-Michael
24. Milz, Hannelore
25. Drecktrah, Uwe
26. Hülsbruch, Marc
27. Goldsche, Harald
28. Kattner, Ute
29. Sanne, Markus
30. Jobst, Horst-Dieter
31. Koslowsky, Ella
32. Vitters, Jürger
33. Urbrock, Walter
34. Pleuß, Ewald

Sozialdemokratische Partei Deutschlands (SPD)
1. Moldenhauer, Luzia
2. Krause, Manfred
3. Urbrock, Hans-Jürgen
4. Mehlau, Doris
5. Dr. Lanzendörfer, Christoph
6. Schlemermeyer, Dorit
7. Gebel, Hartwig
8. Beckmann, Werner
9. Schweneker, Ilsemarie
10. Block, Detlev
11. Tinnemeyer, Manfred
12. Leymann, Jürgen
13. Dannemann, Maik
14. Bösking, Kai-Uwe
15. Sagner, Sabine
16. Haupt, Wilhelm
17. Meyer, Werner
18. Hollwedel, Johann
19. Hohnstädt, Rolf
20. Kosubek, Alexander
21. Mahlstedt, Arnold
22. Kasten, Matthias
23. Miegel, Karl-Heinz
24. Graze, Lothar
25. Quak, Udo
26. Voß, Peter
27. Runge, Rolf

Bündnis 90/Die Grünen (GRÜNE)
1. Storn, Andreas
2. Herholz, Heiner
3. Pleus, Gerhard
4. Duden, Maike
5. Faßbinder, Peter
6. Gottschalk-Plaus, Michaela
7. Finger, Gerhard
8. Dr. Reckhardt, Matthias

Bürger-Block e. V. (BÜRGER-BLOCK)
1. Alves, Helga
2. Schlung, Gerhard
3. Löschen, Jochen
4. Hagedorn, Edelhard
5. Knoll, Monika
6. Nüstedt, Walter
7. Katzke, Holger
8. Günther, Karl-Heinz
9. Müller, Heidi Ute
10. Cordes, Carsten
11. Dr. Müller, Ernst Jörg
12. Focke, Cord
13. Danielsson, Reinhard
14. Hoffmann, Otto-Karl
15. Güttler, Rosemarie
16. Berger, Ben
17. Pohl, Erwin
18. Danielsson, Bernhard

### Ergebnisse
| Partei                                        | Stimmen | Prozent | Mandate |
| --------------------------------------------- | ------- | ------- | ------- |
| Christlich Demokratische Union Deutschlands   | 9.409   | 41,4 %  | 13/30   |
| Sozialdemokratische Partei Deutschlands       | 7.613   | 33,5 %  | 10/30   |
| Bürger-Block e. V.                            | 3.952   | 17,4 %  | 5/30    |
| Bündnis 90/Die Grünen                         | 1.750   | 7,7 %   | 2/30    |
|                                               |         |         |         |
| Wahlberechtigte                               | 11.982  |         |         |
| Wahlbeteiligung                               | 7.917   | 66,1 %  |         |
|                                               |         |         |         |
| Quelle: Landesamt für Statistik Niedersachsen |         |         |         |

## Bürgermeisterwahl 1996
Die Direktwahl des Bürgermeisters in Bassum fand erstmals 1996 statt. Die Kandidaten waren der bisherige Stadtdirektor Gerhard Stötzel und der bisherige ehrenamtliche Bürgermeister Helmut Zurmühlen. Gerhard Stötzel konnte bereits im ersten Wahlgang mehr als 50 Prozent der Stimmen erringen, sodass keine Stichwahl notwendig war.
| Kandidaten                 | Partei          | Bürgermeisterwahl | Bürgermeisterwahl |
| Kandidaten                 | Partei          | Stimmen           | Prozent           |
| -------------------------- | --------------- | ----------------- | ----------------- |
| Gerhard Stötzel            | parteilos       | 5.602             | 72,27 %           |
| Helmut Zurmühlen           | CDU             | 2.150             | 27,73 %           |
|                            |                 |                   |                   |
| Gesamt                     | Gesamt          | 7.752             | 100 %             |
|                            |                 |                   |                   |
| Wahlberechtigte            | Wahlberechtigte | 11.982            |                   |
| Wahlbeteiligung            | Wahlbeteiligung | 7.917             | 66,07 %           |
|                            |                 |                   |                   |
| Quelle: Stadtarchiv Bassum |                 |                   |                   |

## Stadtratswahl 2001
- SPD: 11
- Grüne: 1
- Bürger-Block: 6
- CDU: 14

Bei der Stadtratswahl am 9. September 2001 kandidierten die CDU, die SPD, der Bürgerblock und die Grünen mit eigenen Wahllisten.

### Kandidaten
Der Wahlausschuss hat in seiner Sitzung am 6. August 2001 folgende Wahlvorschläge zugelassen:
Christlich Demokratische Union Deutschlands (CDU)

Wahlbereich 1
1. Schorling, Cathleen
2. Rajf, Klaus
3. Schäfer, Friedhelm
4. Behrens, Barbara
5. Giebel, Klaus
6. Scharfe, Jürgen
7. Brunkhorst, Heinrich
8. Lücke, Gundhild
9. Molkenthin, Uwe
10. Passut, Inge
11. Essmann, Hartmut
12. Garbers, Heinrich
13. Nowicki, Wilfried
14. Wermelskirchen, Heinz-Willy
15. Brinkmann, Hans-Werner
16. Schorling, Hermann

Wahlbereich 2
1. Zurmühlen, Helmut
2. Schröder, Ulrike
3. Meyer, Hermann
4. Evers, Heinrich
5. Lahmeyer, Rolf
6. Weidenhöfer, Hans-Georg
7. Gohlke, Gerd
8. Rathkamp, Silke
9. Westermann, Erich
10. Rohlfs, Jörg
11. Urbrock, Walter
12. Rohlfs, Hans-Hermann
13. Meineke, Annegret
14. Steinkühler, Johannes-Albrecht
15. Binder, Ernst-Gerhard
16. Albers, Reinhold
17. Nienhaus, Karl-Heinz
18. Grafe, Silke

Sozialdemokratische Partei Deutschlands (SPD)

Wahlbereich 1
1. Moldenhauer, Luzia
2. Dr. Lanzendörfer, Christoph
3. Voß, Peter
4. Claussen, Christiane
5. Krause, Manfred
6. Tinnemeyer, Manfred
7. Meyer, Werner
8. Borowsky, Ralf
9. Ostojski, Rolf
10. Kappelmann, Wilhelm

Wahlbereich 2
1. Dannemann, Maik
2. Schlemermeyer, Dorit
3. Urbrock, Hans-Jürgen
4. Block, Detlef
5. Mahlstedt, Arnold
6. Ehrich, Bärbel
7. Haupt, Wilhelm
8. Fiebig, Carsten
9. Bothe, Eckhard

Bündnis 90/Die Grünen (Grüne)

Wahlbereich 1
1. Husmann, Edda
2. Babic, Katharina
3. Eckhoff, Olaf
4. Verhoek-Rohmann, Sonja
5. Eggelmann, Torsten
6. Kuhrts, Heinz

Wahlbereich 2
1. Dambroth, Rainer
2. Faßbinder, Peter
3. Ilge, Annette

Bürger-Block e. V. (BÜRGER-BLOCK)

Wahlbereich 1
1. Alves, Helga
2. Katzke, Holger
3. Danielsson, Reinhard
4. Porsch, Christian
5. Helms, Sabine
6. Berger, Ben
7. Dr. Hungerland, Ruth
8. Dr. Schigulski, Udo
9. Güttler, Rosemarie
10. Müller, Heidi-Ute
11. Dr. Ercesen, Güngör

Wahlbereich 2
1. Löschen, Jochen
2. Hoormann, Silke
3. Nüstedt, Walter
4. Langer, Udo
5. Bergfeld, Rudi
6. Dr. Müller, Ernst-Jörg
7. Hagedorn, Edelhard
8. Zumsande, Werner
9. Focke, Cord

### Ergebnisse
Leichte Gewinne konnten die CDU und der Bürgerblock verzeichnen, während die SPD und die Grünen leichte Verluste hinnehmen mussten. Aufgrund einer Ratsvergrößerung haben alle Parteien, mit Ausnahme der Grünen, einen Sitz hinzugewonnen.
| Partei                                                     | Stimmen | Prozent | Mandate |
| ---------------------------------------------------------- | ------- | ------- | ------- |
| Christlich Demokratische Union Deutschlands                | 8.617   | 42,2 %  | 14/32   |
| Sozialdemokratische Partei Deutschlands                    | 6.546   | 32,1 %  | 11/32   |
| Bürger-Block e. V.                                         | 4.137   | 20,3 %  | 6/32    |
| Bündnis 90/Die Grünen                                      | 1.099   | 5,4 %   | 1/32    |
|                                                            |         |         |         |
| Wahlberechtigte                                            | 12.614  |         |         |
| Wahlbeteiligung                                            | 7.081   | 56,1 %  |         |
|                                                            |         |         |         |
| Quelle: Landesamt für Statistik Niedersachsen Stadt Bassum |         |         |         |

## Bürgermeisterwahl 2001
Da der bisherige Bürgermeister Gerd Stötzel sich entschlossen hatte als Landrat des Landkreises Diepholz zu kandidieren, kandidierte der Kämmerer der Stadt Bassum Wilhelm Bäker. Sein Gegenkandidat war Volker Löhmann (CDU). Wilhelm Bäker gewann die Wahl bereits im ersten Wahlgang, sodass keine Stichwahl notwendig wurde.
| Kandidaten                 | Partei          | Bürgermeisterwahl | Bürgermeisterwahl |
| Kandidaten                 | Partei          | Stimmen           | Prozent           |
| -------------------------- | --------------- | ----------------- | ----------------- |
| Wilhelm Bäker              | parteilos       | 3.858             | 56,14 %           |
| Volker Löhmann             | CDU             | 3.014             | 43,86 %           |
|                            |                 |                   |                   |
| Gesamt                     | Gesamt          | 6.872             | 100 %             |
|                            |                 |                   |                   |
| Wahlberechtigte            | Wahlberechtigte | 12.614            |                   |
| Wahlbeteiligung            | Wahlbeteiligung | 7.060             | 55,97 %           |
|                            |                 |                   |                   |
| Quelle: Stadtarchiv Bassum |                 |                   |                   |

## Stadtratswahl 2006
- SPD: 8
- Grüne: 1
- Bürger-Block: 9
- CDU: 12

Bei der Stadtratswahl am 10. September 2006 standen die Listen des CDU-Stadtverbands Bassum, des SPD-Ortsvereins Bassum, des Bürgerblocks e. V. und der Grünen zur Wahl.

### Kandidaten
Der Wahlausschuss der Stadt Bassum ließ am 25. Juli 2006 folgende Wahlvorschläge zu:
Christlich demokratische Union Deutschlands (CDU)
1. Zurmühlen, Helmut
2. Schorling, Cathleen
3. Rajf, Klaus
4. Evers, Heinrich
5. Lahmeyer, Rolf
6. Schäfer, Friedhelm
7. Weidenhöfer, Hans-Georg
8. Rathkamp, Silke
9. Möhlenhof, Heimke
10. Brunkhorst, Heinrich
11. Giebel, Klaus
12. Meyer, Hermann
13. Böhringer, Hans-Hagen
14. Wagenfeld, Thomas
15. Dannemann, Hans-Jürgen
16. Garbers, Heinrich
17. Pfau, Tanja
18. Binder, Niels-Geert
19. Schuhmacher, Heino
20. Grafe, Silke
21. Schorling, Hermann

Sozialdemokratische Partei Deutschlands (SPD)
1. Moldenhauer, Luzia
2. Dr. Lanzendörfer, Christoph
3. Schlemermeyer, Dorit
4. Dannemann, Maik
5. Ehrich, Bärbel
6. Marx, Claus
7. Dr. Lenk, Elena
8. Fiebig, Carsten
9. Tinnemeyer, Manfred
10. Knauer, Heinz-Dieter
11. Prange, Rüdiger
12. Heise, Björn
13. Schmidt, Manfred
14. Meyer, Werner
15. Heissenbüttel, Bernd
16. Kordisch, Sven
17. Fährmann, David
18. Moldenhauer, Paula
19. Voß, Peter

Bündnis 90/Die Grünen (GRÜNE)
1. Dambroth, Rainer
2. Jacob, Frank
3. Salje, Ingrid Randi

Bürger-Block e. V. (BÜRGER-BLOCK)
1. Löschen, Jochen
2. Alves, Helga
3. Porsch, Christian
4. Bauermeister, Silke
5. Nüstedt, Walter
6. Laschinski, Jürgen
7. Husmann, Horst
8. Katzke, Holger
9. Berger, Ben
10. Straßburg, Hermuth
11. Israel, Manfred
12. Langer, Udo
13. Rohlfs, Jörg
14. Focke, Cord
15. Lieblang, Gerald
16. Graf, Verena

### Ergebnisse
Von den 13 093 Wahlberechtigten sind 6 689 (51,1 %) zur Wahl gegangen, es wurden 18 815 gültige Stimmen abgegeben.
| Partei                                                     | Stimmen | Prozent | Mandate |
| ---------------------------------------------------------- | ------- | ------- | ------- |
| Christlich Demokratische Union Deutschlands                | 7.499   | 39,90 % | 12/30   |
| Bürger-Block e. V.                                         | 5.496   | 29,20 % | 9/30    |
| Sozialdemokratische Partei Deutschlands                    | 4.872   | 25,90 % | 8/30    |
| Bündnis 90/Die Grünen                                      | 948     | 5,00 %  | 1/30    |
|                                                            |         |         |         |
| Wahlberechtigte                                            | 13.093  |         |         |
| Wahlbeteiligung                                            | 6.689   | 51,1 %  |         |
|                                                            |         |         |         |
| Quelle: Landesamt für Statistik Niedersachsen Stadt Bassum |         |         |         |

## Bürgermeisterwahl 2006
Bei der Bürgermeisterwahl am 10. Sepmtember 2006 wurde der bisherige Bürgermeister Wilhelm Bäker (parteilos) wiedergewählt, seine Gegenkandidaten waren Luzia Moldenhauer (SPD) und Helmut Zurmühlen (CDU). Wilhelm Bäker wurde vom Bürgerblock unterstützt.
| Kandidaten           | Partei          | Ergebnis | Ergebnis |
| Kandidaten           | Partei          | Stimmen  | Prozent  |
| -------------------- | --------------- | -------- | -------- |
| Wilhelm Bäker        |                 | 3.577    | 54,9 %   |
| Helmut Zurmühlen     | CDU             | 1.834    | 28,1 %   |
| Luzia Moldenhauer    | SPD             | 1.106    | 17,0 %   |
|                      |                 |          |          |
| Gesamt               | Gesamt          | 6.517    | 100 %    |
|                      |                 |          |          |
| Wahlberechtigte      | Wahlberechtigte | 13.093   |          |
| Wahlbeteiligung      | Wahlbeteiligung | 6.671    | 51,0 %   |
|                      |                 |          |          |
| Quelle: Stadt Bassum |                 |          |          |

## Stadtratswahl 2011
- Linke: 1
- SPD: 7
- Grüne: 5
- Bürger-Block: 6
- CDU: 11

### Ausgangssituation
Nach der Kommunalwahl 2006 gründeten die Fraktionen von SPD und CDU eine Ratsgruppe, die mit 20 von 30 Sitzen eine Zweidrittelmehrheit im Bassumer Stadtrat hatte. Am 19. Januar 2013 erklärte Claus Marx, dass er aus der SPD-Fraktion austritt, damit verlor die SPD einen Sitz im Verwaltungsausschuss. Die Sozialdemokraten reagierten auf den Austritt mit einer Stellungnahme. Claus Marx gründete eine Ratsgruppe mit dem Grünen Rainer Dambroth.

### Parteien
In ihren Wahlprogrammen schreiben die Parteien, dass sie die Kindergarten- und Krippenplätze ausbauen und die Grundschulen erhalten wollen, ebenfalls einhellig soll die neue Oberschule unterstützt werden, wobei Grüne und SPD auch Kritik an dem Modell üben und eine Gesamtschule favorisieren.
CDU: Die CDU setzt in ihrem Wahlprogramm auf die Fortführung guter Projekte, wie das Hallenbad, Ausbau erneuerbarer Energien und Unterstützung der Landwirtschaft. Die Christdemokraten wollen die Ehrenamtlichen in Bassum, durch eine „Ehrenamtscard“ und Vereinsförderung, unterstützen sowie den demographischen Wandel durch günstige Baugrundstücke abschwächen.
SPD: Bei der Vereinsförderung hebt die SPD besonders Sport und Kultur hervor, um „Körper und Geist“ zu fördern, aber auch um „Gemeinschaft zu bilden“. Die Inklusion und Integration soll in allen Bereichen der Stadt, außerdem setzt die SPD auf Energieeinsparung und erneuerbare Energien.
BB: Der Bürgerblock setzt sich weitgehend die Fortführung der bisherigen Politik zum Ziel. Sie setzten auf Schuldenabbau, Weiterführung der Unterstützung für Tierpark, Hallen- und Freibad, Grundschulen und Sportplätze. Bisher nicht durchgesetzte Vorschläge, wie z. B. ein Mehrgenerationenhaus oder Fahrradwege von Bassum nach Neubruchhausen und Nordwohlde, sollen weiterverfolgt werden.
Grüne: Beim „Politischen Stammtisch für Jung und Alt“ sagte der bisherige Vertreter der Grünen im Stadtrat Rainer Dambroth, dass er gemeinsam mit Klaus Pajenkamp für die Grünen kandidieren wolle. Beide haben am 27. Mai allerdings ihre Kandidatur niedergelegt und am 29. Juni wurde eine neue Liste mit sieben Kandidaten veröffentlicht. Die Grünen positionieren sich für bäuerliche Landwirtschaft und wollen die regenerativen Energien in Bassum fördern.
Einzelvorschlag Dambroth: Nachdem Rainer Dambroth die Kandidatur für die Grünen zurückgezogen hatte, erklärte er, dass er nicht wieder kandidieren wolle, gab später allerdings doch einen Einzelwahlvorschlag ab.

### Kandidaten
Wahlvorschlag 1 „CDU“
1. Zurmühlen, Helmut
2. Schorling, Cathleen
3. Böhringer, Hans-Hagen
4. Möhlenhof, Heimke
5. Meyer, Henning
6. Schäfer, Ann-Kathrin
7. Rajf, Klaus
8. Lahmeyer, Rolf
9. Weidenhöfer, Hans-Georg
10. Meineke, Annegret
11. Brunkhorst, Heinrich
12. Bartels, André
13. Schumacher, Heino
14. Loerke, Alexander
15. Meyer, Dieter
16. Bülter, Hendrik
17. Binder, Dörte
18. Schorling, Carina
19. Gillner, Michael
20. Grafe, Silke

Wahlvorschlag 2 „SPD“
1. Moldenhauer, Luzia
2. Dr. Lanzendörfer, Christoph
3. Ehrich, Bärbel
4. Dannemann, Maik
5. Schlemermeyer, Dorit
6. Schmidt, Manfred
7. Prebreza, Fitore
8. Fiebig, Carsten
9. Mehlau, Katharina
10. Lanzendörfer, Nikolas
11. Wolle, Martin
12. Tinnemeyer, Manfred
13. Zoellner, Erich
14. Meyer, Werner
15. Prange, Rüdiger
16. Windhorst, Anneliese
17. Meyer, Fritz
18. Kallies, Astrid
19. Wolle, Steffen
20. Beckmann, Werner

Wahlvorschlag 3 „Grüne“
1. Eggelmann, Torsten
2. Rainer Hartmann
3. Sellmer, Eike
4. Jahnke, Michael
5. Schröder, Kristian
6. von Beckerath, Hella
7. Schäfer, Jürgen

Wahlvorschlag 4 „Die Linke“
1. Faßbinder, Peter

Wahlvorschlag 5 „Bürger-Block“
1. Alves, Helga
2. Berger, Ben
3. Porsch, Christian
4. Straßburg, Hermuth
5. Laschinski, Jürgen
6. Siewert, Heidi
7. Stubbe, Annegret
8. Heineke, Matthias
9. Husmann, Horst
10. Kirchner, Reinhard
11. Katzke, Holger
12. Israel, Manfred
13. Marx, Claus
14. Dr. Schuder, Ralph
15. Focke, Cord

Wahlvorschlag 6 „Dambroth“
1. Dambroth, Rainer

### Ergebnisse
Am 11. September 2011 fand die Stadtratswahl in Bassum statt, zur Wahl standen Wahllisten der CDU, der SPD, des Bürgerblocks, der Grünen und der Linken, sowie der Einzelbewerber Dambroth. Die Wahl war für den Bürger-Block, der über acht Prozent verlor eine große Niederlage, drei Ratssitze und zwei Ortsvorsteher musste die Wählergemeinschaft einbüßen. Die SPD und die CDU mussten jeweils einen Sitz im Vergleich zur letzten Wahl abgeben, die Grünen hingegen konnten vier Sitze hinzugewinnen und Peter Faßbinder konnte erstmals einen Sitz für die Linken gewinnen.
| Partei                                      | Stimmen | Prozent | Mandate |
| ------------------------------------------- | ------- | ------- | ------- |
| Christlich Demokratische Union Deutschlands | 7.214   | 36,4 %  | 11/30   |
| Sozialdemokratische Partei Deutschlands     | 4.568   | 23,0 %  | 7/30    |
| Bürger-Block e. V.                          | 4.091   | 20,6 %  | 6/30    |
| Bündnis 90/Die Grünen                       | 3.100   | 15,6 %  | 5/30    |
| Die Linke                                   | 533     | 2,7 %   | 1/30    |
| Einzelvorschlag Dambroth                    | 319     | 1,6 %   | 0/30    |
|                                             |         |         |         |
| Wahlberechtigte                             | 13.014  |         |         |
| Wahlbeteiligung                             | 6.867   | 52,8 %  |         |
|                                             |         |         |         |
| Quelle: Stadt Bassum                        |         |         |         |

## Bürgermeisterwahl 2014

### Ausgangssituation
Am 18. Juni 2013 erklärte der Bürgermeister Wilhelm Bäker, dass er nach zwei Amtszeiten nicht erneut kandidieren würde. In einem Interview mit der Kreiszeitung erklärte Wilhelm Bäker, dass für ihn „das Vertrauensverhältnis zwischen Teilen des Rates und Bürgermeister gestört ist“.

### Kandidaten
Am 25. Oktober 2013 kündigte Bernadette Nadermann an, dass sie als Einzelbewerberin zur Bürgermeisterwahl antreten würde. Bernadette Nadermann war seit dem 1. Januar 2008 Erste Stadträtin in Bassum.
Im Januar 2014 erklärte Claus Marx vom Bürger-Block, dass er, ebenfalls als Einzelbewerber, für das Amt des Bürgermeisters kandidieren wolle. Claus Marx war 2006 über die Liste der SPD in den Bassumer Stadtrat gekommen und 2010 aus der SPD-Fraktion und der Partei ausgetreten, er blieb als parteiloser Abgeordneter im Stadtrat und gründete mit Rainer Dambroth (Grüne) eine Ratsgruppe. 2011 kandidierte Marx auf der Liste des Bürgerblocks, wurde allerdings nicht in den Bassumer Stadtrat gewählt.
Im Februar erklärte auch Christian Porsch, ebenfalls vom Bürgerblock, als Einzelbewerber zu kandidieren. Er war seit 2001 Stadtratsmitglied für den Bürgerblock und seit 2011 Fraktionsvorsitzender.
Am 20. Januar 2014 entschloss sich die Jahreshauptversammlung der CDU, den Vorschlag des Stadtverbandsvorstands anzunehmen, und die stellvertretende Bürgermeisterin und CDU-Fraktionsvorsitzende Cathleen Schorling als Bürgermeisterkandidatin aufzustellen.
Der Ortsverein der SPD, der Ortsverband der Grünen und der Bürger-Block sprachen sich für keinen der Kandidaten aus.

### Ergebnisse
Am 25. Mai 2014 fand in Bassum der erste Wahlgang der Bürgermeisterwahl 2014 statt. Die bisherige stellvertretende Bürgermeisterin Cathleen Schorling kandidierte für die CDU, die erste Bassumer Stadträtin Bernadette Nadermann, der Fraktionsvorsitzende des Bürgerblocks Christian Porsch und das ehemalige Stadtratsmitglied Claus Marx kandidierten als unabhängige Kandidaten. In der Stichwahl am 15. Juni wurde Christian Porsch zum Bürgermeister gewählt, seine Amtszeit beginnt am 1. November 2014.
| Kandidaten           | Partei          | 1. Wahlgang | 1. Wahlgang | Stichwahl | Stichwahl |
| Kandidaten           | Partei          | Stimmen     | Prozent     | Stimmen   | Prozent   |
| -------------------- | --------------- | ----------- | ----------- | --------- | --------- |
| Christian Porsch     |                 | 2.476       | 33,45 %     | 3.087     | 56,31 %   |
| Claus Marx           |                 | 2.175       | 29,38 %     | 2.395     | 43,69 %   |
| Bernadette Nadermann |                 | 1.619       | 21,87 %     |           |           |
| Cathleen Schorling   | CDU             | 1.132       | 15,29 %     |           |           |
|                      |                 |             |             |           |           |
| Gesamt               | Gesamt          | 7.402       | 99,99 %     | 5.482     | 100 %     |
|                      |                 |             |             |           |           |
| Wahlberechtigte      | Wahlberechtigte | 13.193      |             | 13.193    |           |
| Wahlbeteiligung      | Wahlbeteiligung | 7.402       | 56,79 %     | 5.482     | 41,92 %   |
|                      |                 |             |             |           |           |
| Quelle: Stadt Bassum |                 |             |             |           |           |

## Stadtratswahl 2016
- Linke: 1
- SPD: 6
- Grüne: 4
- Zurmühlen: 1
- Bürger-Block: 6
- CDU: 10
- FDP: 1

### Ausgangssituation
Von den 30 am 11. September 2011 gewählten Ratsmitgliedern sind acht durch Tod oder Rücktritt ausgeschieden, die Größen der Fraktionen haben sich nicht verändert (Stand 22. Mai 2016). In der Ratsperiode 2011–2016 wurden keine Gruppen gegründet, sodass keine Mehrheitskoalition zustande kam.
In der Ratsperiode haben insbesondere die Grundschulstruktur, die Feuerwehrplanung, die Ausweisung von Sondergebieten für Windkraftanlagen und ein neues Einzelhandelsgutachten für langanhaltende und kontroverse Diskussion gesorgt.

### Parteien
CDU: Nach der Landtagswahl 2013, bei der Volker Meyer in den Landtag gewählt wurde, und der Bürgermeisterwahl 2014, bei der die CDU-Kandidatin die Stichwahl klar verfehlte, wurden in der CDU-Stadtratsfraktion und im CDU-Stadtverband einige Posten umbesetzt.
Bei der Kommunalwahl am 11. September kandidieren zwei direkt gewählte Ratsmitglieder, der Ratsvorsitzende Rolf Lahmeyer und der Kandidat mit dem besten Ergebnis 2011 Helmut Zurmühlen, nicht erneut für die CDU, zwei weitere direkt gewählte Ratsmitglieder sind bereits vorher ausgeschieden.
SPD: Bereits Anfang 2015 bringt sich die SPD mit der fünften Auflage der Spiegerooger Beschlüsse in Stellung.
Bürger-Block: Mit seinem kommunalpolitischen Konzept hat der Bürger-Block die Linie der vergangenen Wahlen fortgesetzt, er fordert private Investitionen und städtische Investition in Straßen und Radwege.
Grüne: Die Bassumer Grünen sind bereits früh mit ihren Kandidaten an die Presse gegangen, neben den derzeitigen Ratsmitgliedern werden zwei weitere Mitglieder kandidieren.
Die Linke: Ratsmitglied Peter Faßbinder hat angekündigt mit weiteren Mitstreitern eine Liste einzureichen. Am 24. Juni hat der Kreisverband der Partei Die Linke eine Liste für den Bassumer Stadtrat verabschiedet, die neben Faßbinder auch drei weitere Kandidaten umfasst.
Helmut Zurmühlen, 2011 mit dem besten Ergebnis in den Rat gewählt und Ortsvorsteher von Bramstedt, hat angekündigt ohne die CDU zu kandidieren, ob als Einzelkandidat oder mit einer Liste ließ er bisher noch offen.

### Kandidaten
In der Sitzung des Wahlausschusses am 27. Juli 2016 wurden folgende Wahlvorschläge zugelassen:
Wahlvorschlag CDU
1. Böhringer, Hans-Hagen, 1969, Dipl.-Ing. Maschinenbau
2. Schorling, Cathleen, 1966, Selbstständige Hauswirtschaftsleiterin
3. Meyer, Henning, 1969, Energieelektroniker FR Anlagentechnik
4. Möhlenhof, Heimke, 1960, Verwaltungsangestellte
5. Bartels, André, 1986, Sparkassenbetriebswirt, Klein Ringmar 4a
6. Tasto, Lena, 1990, Betriebswirtin
7. Loerke, Alexander, 1956, Landwirt
8. Bülter, Hendrik, 1976, Baustoffkaufmann, Im Lerchenfeld 29a
9. Binder, Dörte, 1948, Rentnerin
10. Schumacher, Heino, 1978, Selbstständiger Versicherungsvertreter
11. Meyer-Borchers, Birgit, 1959, Groß- und Außenhandelskauffrau
12. Meineke, Annegret, 1950, Rentnerin
13. Westphal, Sven, 1968, Diplom-Braumeister
14. Niedenführ, Anders, 1968, Dipl. Biologe
15. Drecktrah, Sabine, 1965, Gruppenhelferin
16. Harries, Martin, 1983, Landwirt
17. Köhler, Dennis, 1992, Kaufmännischer Angestellter
18. Kattau, Birgit, 1966, Arzthelferin
19. Kleinert, Andreas, 1980, Ingenieur, Erich-Kästner-Straße 7a
20. Zorrmann, Eike, 1973, Beamter
21. Brunkhorst, Heinrich, 1956, Geschäftsführer
22. Leopold, Carsten, 1955, Geschäftsführender Gesellschafter, Groß Henstedt 2 b
23. Gillner, Michael, 1965, Geschäftsführer

Wahlvorschlag SPD
1. Moldenhauer, Luzia, 1959, Landtagsabgeordnete
2. Dr. Lanzendörfer, Christoph, 1954, Internist
3. Ehrich, Bärbel, 1962, Verwaltungsfachangestellte
4. Kolschen, Jonathan, 1996, Student der Medizin
5. Schlemermeyer, Dorit, 1962, Gewerkschaftssekretärin
6. Tinnemeyer, Manfred, 1951, Rentner
7. Ajeti, Fitore, 1984, Sparkassenbetriebswirtin
8. Volkmann, Lüder, 1967, Bauleiter
9. Mehlau, Katharina, 1954, Juristin
10. Zoellner, Erich, 1951, Feuerwehrbeamter a. D., Osterbinde 3a
11. Neumann, Jutta, 1965, Immobilienmaklerin
12. Harimech-Babic, Nordine-Marc, 1980, Zugbegleiter, Student
13. Schöpe, Helma, 1968, Medizinische Fachangestellte
14. Prebreza, Fitim, 1990, Taxiunternehmer
15. Lokaj, Feraset, 1968, Reinigungskraft, Stettiner Straße 11 a
16. Schubert, Frank, 1961, Kfz-Mechaniker, Rostocker Straße 17 b
17. Kallies, Astrid, 1955, Büroangestellte
18. Reichel, Günter, 1956, Arbeiter, Auf dem Brink 1b
19. Windhorst, Anneliese, 1944, Rentnerin
20. Schlemermeyer, Gesa, 1993, Studentin, Erlenstraße 7b
21. Lanzendörfer, Nikolas, 1987, Außenhandelskaufmann

Wahlvorschlag Grüne
1. Sellmer, Eike, 1956, Lehrerin
2. Prof. Dr. Hartmann, Rainer, 1966, Professor
3. Dr. Weitzel, Christiane, 1960, Biologin, Redakteurin
4. Dr. Buryn, Romuald, 1959, Biologe, Ltd. Angestellter
5. Eggelmann, Torsten, 1964, Anästhesiepflegeleitung
6. Schäfer, Jürgen, 1961, Diplom-Ingenieur
7. Schröder, Kristian, 1966, Diplom-Ingenieur
8. Westermann, Greta, 1993, Operationstechnische Assistentin

Wahlvorschlag FDP
1. Becker, Thomas, 1949, Kaufmann, Kätingen 8b

 Wahlvorschlag Bürger-Block
1. Straßburg, Hermuth, 1962, Leiter Rechnungswesen
2. Laschinski, Jürgen, 1948, Kaufmann
3. Stubbe, Anne, 1951, Hausfrau, Landwirtin
4. Husmann, Horst, 1948, Soldat i. R., Wedehorn 12a
5. Dr. Schuder, Ralph, 1961, Tierarzt
6. Katzke, Holger, 1954, Augenoptikermeister
7. Kirchner, Reinhard, 1953, Kaufmann
8. Schütte, Mirko, 1965, Bürgermeister a. D.
9. Meyer, Monika, 1959, Bilanzbuchhalterin
10. Gehlenbeck, Bettina, 1968, Dipl.-Sozialpädagogin
11. Siewert, Heidi, 1961, Angestellte
12. Defort, Wolfgang, 1966, Unternehmer
13. Dr. Falck, Jürgen, 1942, Arzt, Internist
14. Straßburg, Björn, 1989, IT-Administrator

 Wahlvorschlag Die Linke
1. Babic, Maria, 1953, Lehrerin
2. Moewes, Dirk, 1965, Radio- u. Fernsehtechniker
3. Abelmann, Jürgen, 1958, Rentner
4. Faßbinder, Peter, 1947, Rentner

Einzelwahlvorschlag Zurmühlen
1. Zurmühlen, Helmut, 1953, Verwaltungsfachangestellter

### Ergebnisse
| Partei                                      | Stimmen | Prozent | Mandate |
| ------------------------------------------- | ------- | ------- | ------- |
| Christlich Demokratische Union Deutschlands | 7.237   | 34,2 %  | 10/29   |
| Sozialdemokratische Partei Deutschlands     | 4.331   | 20,4 %  | 6/29    |
| Bündnis 90/Die Grünen                       | 2.614   | 12,3 %  | 4/29    |
| Freie Demokratische Partei                  | 570     | 2,7 %   | 1/29    |
| Bürger-Block e. V.                          | 4.331   | 20,4 %  | 6/29    |
| Die Linke                                   | 753     | 3,5 %   | 1/29    |
| Einzelwahlvorschlag Zurmühlen               | 1.418   | 6,7 %   | 1/29    |
|                                             |         |         |         |
| Wahlberechtigte                             | 13.257  |         |         |
| Wahlbeteiligung                             | 7.438   | 56,1 %  |         |
| Quelle: Stadt Bassum                        |         |         |         |

## Bürgermeisterwahl 2021
Bei der Bürgermeisterwahl am 12. Sepmtember 2021 wurde der bisherige Bürgermeister Christian Porsch (parteilos) wiedergewählt, sein Gegenkandidat war Oliver Launer (parteilos). Beide Kandidaten waren Einzelwahlvorschläge und wurden von keiner Partei bzw. Wählervereinigung unterstützt.
| Kandidaten           | Partei          | Ergebnis | Ergebnis |
| Kandidaten           | Partei          | Stimmen  | Prozent  |
| -------------------- | --------------- | -------- | -------- |
| Christian Porsch     | parteilos       | 5.241    | 67,63 %  |
| Oliver Launer        | parteilos       | 2.509    | 32,37 %  |
|                      |                 |          |          |
| Gesamt               | Gesamt          | 7.750    | 100 %    |
|                      |                 |          |          |
| Wahlberechtigte      | Wahlberechtigte | 13.364   |          |
| Wahlbeteiligung      | Wahlbeteiligung | 7.832    | 58,61 %  |
|                      |                 |          |          |
| Quelle: Stadt Bassum |                 |          |          |

## Stadtratswahl 2021
- Linke: 1
- SPD: 7
- Grüne: 4
- Kougblenou: 1
- Bürger-Block: 6
- CDU: 10
- FDP: 1

Die Kommunalwahl 2021 in Niedersachsen findet am 12. September 2021 statt. In Bassum werden neben dem Stadtrat an diesem Tag auch der Bürgermeister und der Kreistag gewählt.
Im Vergleich zum Wahlergebnis der Stadtratswahl 2016 hat sich die Zahl der Ratsmitglieder von 29 im Laufe der Wahlperiode um ein Mitglied auf 28 verringert. Durch den Tod von Helmut Zurmühlen, der 2016 als Einzelbewerber in den Stadtrat gewählt wurde, blieb ein weiterer Sitz vakant.

### Kandidaten
In der Sitzung des Wahlausschusses am 28. Juli 2021 wurden folgende Wahlvorschläge zugelassen.
Christlich Demokratische Union Deutschlands in Niedersachsen – CDU
1. Meyer, Henning, 1969, Energieelektroniker FR Anlagentechnik
2. Tasto, Lena, 1990, Betriebswirtin
3. Zurmühlen, Julian, 1987, Zollbeamter
4. Bäker, Arne, 1988, Bürokaufmann
5. Kattau, Birgit, 1966, Arzthelferin
6. Bartels, André, 1986, Sparkassenbetriebswirt
7. Binder, Dörte, 1948, Rentnerin
8. Gold, Felix, 1972, Geschäftsführer
9. Wortmann, Wilhelm, 1966, Bauhofleiter
10. Niedenführ, Anders, 1968, Diplom-Biologe
11. Drecktrah, Sabine, 1965, Gruppenhelferin
12. Dr. Hinrichs, Joachim, 1966, Berufsschullehrer
13. Buchholz, Henning, 1965, Steuersachbearbeiter
14. Beider, David, 1997, Student
15. Möhlenhof, Heimke, 1960, Verwaltungsangestellte
16. Böhringer, Hans-Hagen, 1969, Diplom-Ingenieur Maschinenbau
17. Schorling, Cathleen, 1966, Selbständig
18. Gillner, Michael, 1965, Selbständig

Sozialdemokratische Partei Deutschlands – SPD
1. Moldenhauer, Luzia, 1959, Geschäftsführerin
2. Dr. Lanzendörfer, Christoph, 1954, Arzt
3. Ehrich, Bärbel, 1962, Verwaltungsfachangestellte
4. Kolschen, Jonathan, 1996, Student
5. Schöpe, Helma, 1968, Medizinische Fachangestellte
6. Harimech-Babic, Nordine Marc, 1980, Jurist
7. Schlemermeyer, Dorit, 1962, Angestellte
8. Eggelmann, Torsten, 1964, Klinikpflegeleiter
9. Dr. Kemper, Claudia, 1967, Physiotherapeutin
10. Opfermann, Thomas, 1964, Angestellter
11. Schlemermeyer, Gesa, 1993, Studentin
12. Seelert, Frank-Rainer, 1955, Einzelhandelskaufmann
13. Ajeti, Fitore, 1984, Sparkassenbetriebswirtin
14. Volkmann, Lüder, 1967, Bauleiter
15. Lanzendörfer, Nikolas, 1987, Außenhandelskaufmann

BÜNDNIS 90/DIE GRÜNEN – GRÜNE
1. Sellmer, Eike, 1956, Lehrerin
2. Prof. Dr. Hartmann, Rainer, 1966, Professor
3. Dr. Weitzel, Christiane, 1960, Biologin
4. Schäfer, Jürgen, 1961, Diplom-Ingenieur
5. Meyer, Manfred, 1952, Bäcker- und Konditormeister
6. Krüger, Alfred, 1960, Berufssoldat i. R.
7. Michel, Heinz-Jürgen, 1967, Naturkosthändler
8. Pointinger, Andreas, 1977, Polizeibeamter
9. Wessels, Eva Helene, 1989, Hausfrau
10. Wessels, Henrik, 1986, Fluggerätemechaniker
11. Unger, Martina, 1964, Sparkassenkauffrau
12. Doose, Moritz, 2000, Student
13. Dr. Buryn, Romuald, 1959, Leitender Angestellter ö.D.
14. Fellermann, Uwe, 1965, Busfahrer

Freie Demokratische Partei – FDP
1. Becker, Thomas, 1949, Kaufmann
2. Dr. Spiggelkötter, Florian, 1958, Arzt
3. Schatt, Jennifer, 1992, Erzieherin

Bürger-Block – Eine freie Wählergemeinschaft – BB
1. Straßburg, Hermuth, 1962, Leiter Rechnungswesen
2. Laschinski, Jürgen, 1948, Rentner
3. Gehlenbeck, Bettina, 1968, Diplom-Sozialpädagogin
4. Husmann, Horst, 1948, Soldat a. D.
5. Wisloh, Werner, 1962, Diplom-Agraringenieur
6. Poggenburg, Katja, 1979, Technische Angestellte
7. Hennrich, Tobias, 1983, Unternehmer
8. Wiesemann, Jens, 1964, Bauingenieur
9. Israel, Waltraud, 1955, Angestellte
10. Straßburg, Björn, 1989, IT-Systemengineer
11. Dr. Falck, Jürgen, 1942, Arzt-Internist
12. Siewert, Heidi, 1961, Angestellte
13. Katzke, Holger, 1954, Augenoptikermeister
14. Kirchner, Reinhard, 1953, Unternehmer
15. Stubbe, Anne, 1951, Hausfrau
16. Defort, Wolfgang, 1966, Unternehmer

DIE LINKE. Niedersachsen – DIE LINKE.
1. Babic, Maria, 1953, Lehrerin

Einzelwahlvorschlag Kougblenou
1. Kougblenou, Kodjovi, 1986, Sprachdozent

### Ergebnisse
| Partei                                      | Stimmen | Prozent | Mandate |
| ------------------------------------------- | ------- | ------- | ------- |
| Christlich Demokratische Union Deutschlands | 7.733   | 34,20 % | 10/30   |
| Sozialdemokratische Partei Deutschlands     | 5.175   | 22,88 % | 7/30    |
| Bündnis 90/Die Grünen                       | 3.308   | 14,63 % | 4/30    |
| Freie Demokratische Partei                  | 973     | 4,30 %  | 1/30    |
| Bürger-Block e. V.                          | 4.299   | 19,01 % | 6/30    |
| Die Linke                                   | 568     | 2,51 %  | 1/30    |
| Einzelwahlvorschlag Kougblenou              | 558     | 2,47 %  | 1/30    |
|                                             |         |         |         |
| Wahlberechtigte                             | 13.364  |         |         |
| Wahlbeteiligung                             | 7.845   | 58,70 % |         |
| Quelle: Stadt Bassum                        |         |         |         |